# Campagna sommergibilistica degli Alleati nel Pacifico
La campagna sommergibilistica degli Alleati nel Pacifico rappresentò un capitolo importante delle operazioni belliche nel teatro operativo dell'oceano Pacifico durante la seconda guerra mondiale. La campagna ebbe inizio praticamente fin dai primissimi giorni dell'offensiva giapponese nel Pacifico e nel Sud-est asiatico, nel dicembre 1941: i sommergibili della United States Navy stazionati nelle Filippine statunitensi, come pure i battelli subacquei della Koninklijke Marine posti a difesa delle Indie orientali olandesi, si ritrovarono in prima fila nel tentativo di arrestare gli attacchi giapponesi, finendo con il dover ripiegare in Australia da dove però continuarono le loro operazioni offensive.
Contemporaneamente, i sommergibili della United States Pacific Fleet provenienti dalle Hawaii, praticamente l'unico strumento offensivo immediatamente disponibile ai comandanti statunitensi per disturbare le comunicazioni navali nemiche, iniziarono a operare lungo le rotte di collegamento tra il Giappone stesso e le sue recenti conquiste asiatiche. In uno dei più efficaci esempi di guerra sottomarina indiscriminata della storia, i sommergibili degli Alleati iniziarono a mietere sempre più successi: il crescente numero di sommergibili a disposizione consentì ai comandanti statunitensi di saturare le aree di maggior traffico navale giapponese, decimando i mercantili che tentavano di recapitare le materie prime necessarie ad alimentare le industrie del Giappone; l'azione era appoggiata anche da un più piccolo numero di sommergibili olandesi e britannici, operativi principalmente nel Sud-est asiatico. Complice anche una cattiva gestione della difesa del traffico mercantile da parte della Marina imperiale giapponese, i battelli alleati spedirono sul fondo del mare più di un migliaio di mercantili (oltre a svariate decine di unità militari), causando in Giappone una catastrofica mancanza di materie prime e finanche di generi alimentari che compromise notevolmente la sua capacità di continuare la guerra.
I sommergibili alleati furono inoltre impiegati in svariate attività di supporto, come le missioni di ricognizione in preparazione degli assalti anfibi alle isole tenute dai giapponesi, lo sbarco di sabotatori e informatori dietro le linee nemiche, e il recupero di aviatori abbattuti in mare.

## Forze in campo

### IlSilent Servicestatunitense

#### Organizzazione

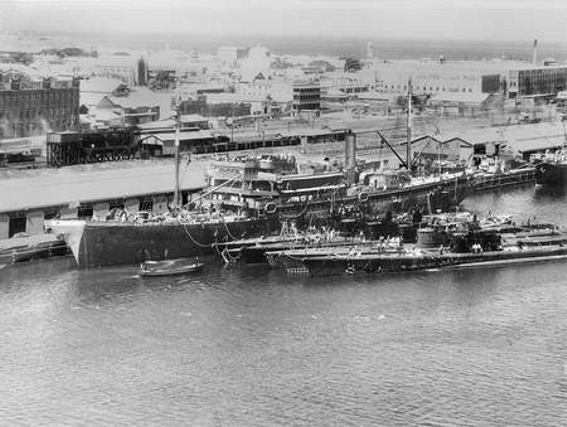
Sommergibili statunitensi ancorati a fianco della nave appoggio USS Holland, fotografati nella base australiana di Freemantle nel marzo 1942

Allo scoppio della seconda guerra mondiale nel settembre 1939, la United States Navy schierava la terza forza sommergibilistica del mondo, superata di poche unità dalla flotta di sommergibili della Regia Marina italiana e (in modo più consistente) da quella della Voenno-morskoj flot sovietica. Il Silent Service statunitense ("Servizio Silenzioso" in lingua inglese, il soprannome dato al corpo dei sommergibilisti) allineava infatti 112 sommergibili in attività, suddivisi in varie classi; il mero numero, tuttavia, non era molto indicativo del reale stato delle cose. Ben 56 di questi battelli infatti appartenevano a classi impostate o progettate negli anni della prima guerra mondiale ed erano stati completati entro il 1926, risultando quindi al momento dell'inizio delle ostilità piuttosto obsoleti e comunque usurati dal lungo periodo di servizio. A ridurre ulteriormente la consistenza contribuiva anche la necessità di suddividere la forza su due diversi scenari operativi, l'Oceano Pacifico e l'Oceano Atlantico; lo stato di ostilità "latente" tra Stati Uniti e Germania nazista in vigore per gran parte del 1940-1941 aveva portato a privilegiare, sul piano navale, il settore atlantico, e allo scoppio delle ostilità con il Giappone nel dicembre 1941 erano solo 51 i sommergibili assegnati ai comandi navali del Pacifico, per quanto con un'alta percentuale di battelli moderni.
I sommergibili della US Navy dislocati nel Pacifico erano suddivisi tra due distinti comandi territoriali. I battelli di base nelle Filippine statunitensi rispondevano agli ordini del Comando delle forze subacquee della Flotta asiatica (COMSUBAF), con sede a Cavite vicino a Manila e dipendente dalla United States Asiatic Fleet; dopo l'invasione giapponese dell'arcipelago il comando fu sciolto e riattivato in Australia, ricollocato prima a Fremantle e poi a Brisbane, venendo a dipendere dal South West Pacific Area del generale Douglas MacArthur come Comando delle forze subacquee del Pacifico sud-occidentale (COMSUBSOWESTPAC). Responsabile del COMSUBAF fu il capitano di vascello John E. Wilkes, mentre alla guida del COMSUBSOWESTPAC si alternarono il contrammiraglio Charles Lockwood e, dal febbraio 1943, il contrammiraglio Ralph Waldo Christie.
I restanti battelli dipendevano dal Comando delle forze subacquee del Pacifico (COMSUBPAC), subordinato al Pacific Ocean Areas e alla United States Pacific Fleet dell'ammiraglio Chester Nimitz e con sede a Pearl Harbor. Il COMSUBPAC era retto allo scoppio della guerra dal contrammiraglio Thomas Withers Jr., sostituito nel maggio 1942 dal parigrado Robert Henry English e, dopo la morte di questi in un incidente aereo il 20 gennaio 1943, dal viceammiraglio Lockwood trasferito dal precedente incarico al COMSUBSOWESTPAC.

#### Unità in servizio

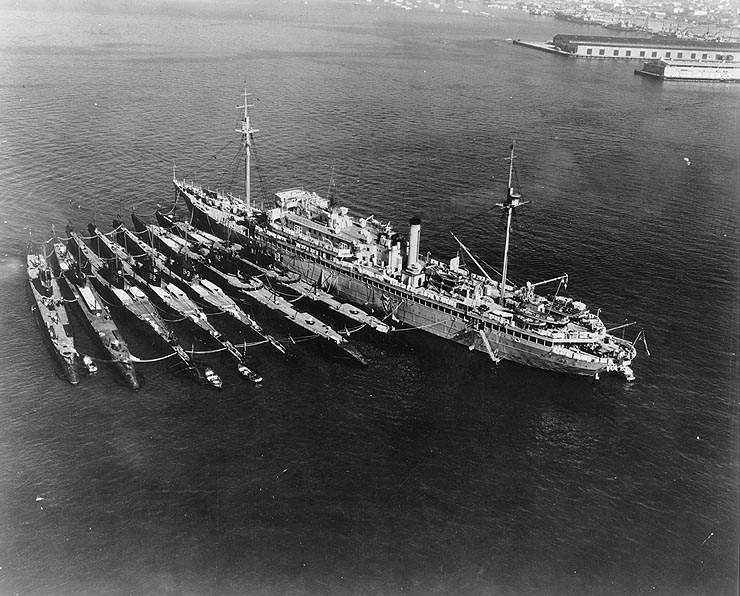
La nave appoggio sommergibili USS Holland ancorata nella rada di San Diego nel 1934; al suo fianco si riconoscono sette dei nove "V-boat" sperimentali sviluppati negli anni 1920

L'atteggiamento isolazionista che aveva caratterizzato la politica estera degli Stati Uniti per buona parte della prima metà del XX secolo portò inizialmente allo sviluppo di una forza sommergibilistica deputata principalmente alla difesa costiera, consistente in una serie di battelli subacquei dalle dimensioni ridotte e dall'autonomia contenuta. Nel 1941 diversi di questi sommergibili costieri erano ancora in servizio, per quanto impiegati unicamente per attività di addestramento nelle acque di casa; facevano eccezione i 38 battelli della classe S, completati tra il 1920 e il 1925 e ancora in servizio operativo dopo un ciclo di ammodernamenti svolto tra il 1939 e il 1941: dal dislocamento in immersione compreso tra le 1 062 e le 1 230 tonnellate, queste unità sviluppavano una velocità massima di 14-15 nodi in emersione e 11 in immersione per un'autonomia compresa tra le 3 000 e le 8 000 miglia, mentre l'armamento si basava su un cannone da 102 mm, una mitragliera da 12,7 mm e quattro tubi lanciasiluri da 533 mm. Una dozzina di queste unità fu impiegata in missione nel settore del Pacifico soprattutto nei primi mesi di guerra con il Giappone, ma tutte furono radiate dal servizio tra il 1944 e il 1945.
Lo sviluppo di sommergibili oceanici o "di flotta" (Fleet Submarine), dotati di autonomia sufficientemente ampia da consentirgli di operare a lungo nei mari aperti e di una velocità abbastanza elevata da permettere loro di accompagnare il resto della flotta da battaglia, iniziò nei primi anni 1920 anche se subì vari rallentamenti a causa della crisi economica del 1929. Il programma portò inizialmente allo sviluppo di una serie di nove battelli sperimentali (V-boat), tra cui il gigantesco sommergibile-incrociatore USS Argonaut da più di 4 000 tonnellate di dislocamento in immersione e armato con due cannoni da 152 mm, che tuttavia non fu replicato; capostipiti dei Fleet Submarine statunitensi furono invece i due classe Cachalot, ultimi della serie delle V-boat ed entrati in servizio tra il 1933 e il 1934: navi da 1650 t di dislocamento, 17 nodi di velocità in superficie e 8 nodi in immersione, autonomia di 9 000 miglia e armati con un cannone da 76 mm, tre mitragliere da 12,7 mm e sei tubi lanciasiluri da 533 mm.

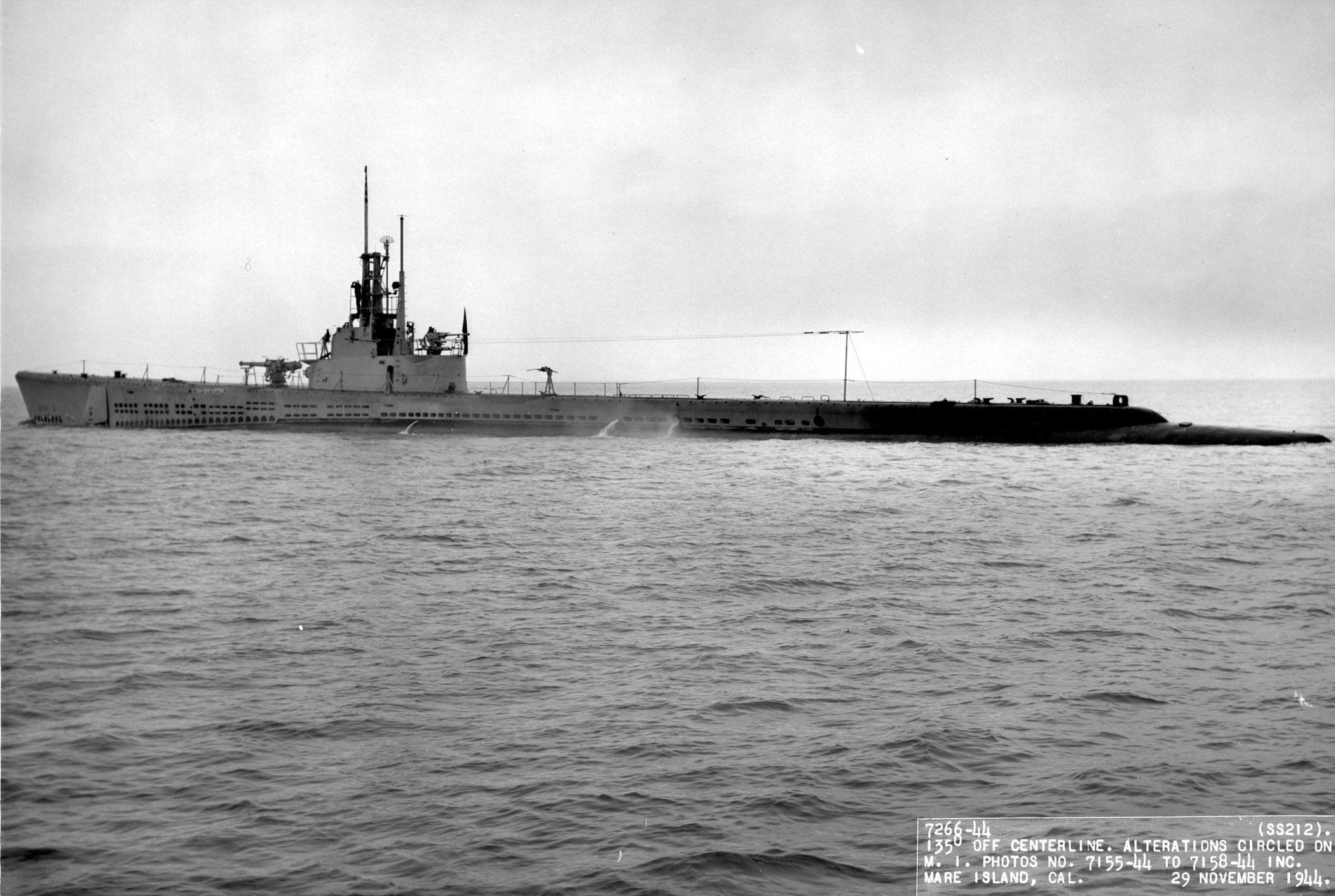
Lo, prima unità dell'omonima classe di Fleet Submarine protagonisti delle azioni nel Pacifico

Secondo il programma di espansione navale approvato nel 1935, dai Cachalot derivarono varie serie di sommergibili (classi Porpoise, Salmon e Sargo), ancora contenute nei numeri (nessuna di esse superava la decina di unità) ma via via migliorate sotto il profilo della velocità e dell'autonomia. L'apice fu costituito dalle dodici unità classe Tambor del 1940-1941, l'ultima serie completata prima dell'entrata in guerra: si trattava di battelli da 2400 t di dislocamento, 21 nodi in emersione e 9 in immersione, 10 000 miglia di autonomia e armati con un cannone da 127 mm e una o due mitragliere da 20 mm Oerlikon (divenuti i calibri standard dell'artiglieria dei Fleet Submarine statunitensi), oltre a 10 tubi lanciasiluri da 533 mm e alla capacità di imbarcare 40 mine navali.
L'addensarsi della minaccia di una guerra portò all'approvazione nel 1940 di un piano di costruzioni navali d'emergenza, comprendente la realizzazione di una nuova classe di sommergibili derivata dai Tambor ma adatta a essere rapidamente riprodotta in serie e in grandi numeri. Il primo battello della classe Gato fu quindi consegnato il 31 dicembre 1941, giusto pochi giorni dopo l'entrata in guerra degli Stati Uniti, venendo rapidamente seguito da altre 72 unità in tre serie distinte entro il febbraio 1943; i Gato avevano dimensioni, velocità e armamento quasi identici ai Tambor, ma godevano di un'autonomia incrementata a più di 11 000 miglia oltre all'installazione di apparati radar e sonar per la scoperta dei bersagli. Il programma di emergenza del 1942 portò alla realizzazione di una versione migliorata dei Gato, la classe Balao, riprodotta in ben 122 esemplari (di cui 9 consegnati a guerra ormai finita): di base identici ai predecessori Gato, presentavano tuttavia varie migliorie per quanto riguardava gli apparati motori e la capienza dei serbatoi di carburante, oltre a montare un cannone antiaereo da 40 mm Bofors, apparati radar e sonar di nuovo tipo e sistemi di contromisure elettroniche per il disturbo degli apparati di rilevamento nemici. Dall'agosto 1943 iniziò infine la costruzione dell'ultima classe di sommergibili statunitensi della seconda guerra mondiale, la classe Tench, ordinata in 146 esemplari di cui però solo 19 riuscirono a entrare in servizio prima della conclusione delle ostilità: ulteriore miglioramento dei Gato/Balao precedenti, i Tench avevano scafi rinforzati per raggiungere una maggiore profondità operativa, un'autonomia aumentata a 12 000 miglia e una maggiore dotazione di siluri (28 armi invece di 24 come nelle classi precedenti).

### Il contributo degli alleati

#### I britannici

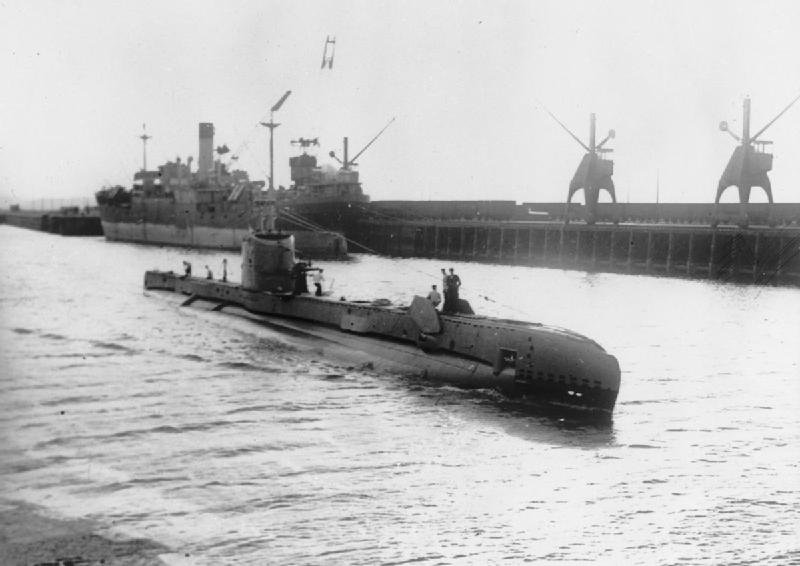
Lo, un battello britannico classe S attivo nelle acque del Sud-est asiatico tra il 1944 e il 1945

Le forze subacquee degli Stati Uniti sostennero il peso maggiore delle azioni belliche contro i giapponesi nel Pacifico, ma in
alcune zone periferiche del teatro di guerra principale come il Mare delle Andamane, lo Stretto di Malacca, il Mar di Giava e il Mar Cinese Meridionale un significativo contributo alle operazioni provenne anche dai sommergibili di altri membri degli Alleati come Regno Unito e Paesi Bassi.
Quando il trattato di alleanza anglo-giapponese in vigore da vent'anni venne a scadenza nel 1922 senza essere rinnovato, gli strateghi della Royal Navy dovettero prendere in considerazione la possibilità di un conflitto su vasta scala con il Giappone nel Pacifico; questo portò alla progettazione di alcune classi di sommergibili oceanici a lunga autonomia (le cosiddette China Boat) nonché lo stanziamento di flottiglie di battelli subacquei nelle basi di Ceylon e Singapore. Quando nel giugno 1940 l'Italia entrò in guerra, tuttavia, questi battelli furono ritirati per essere schierata nel teatro bellico del Mediterraneo; conseguentemente, al momento dell'attacco giapponese nel dicembre 1941 nessun battello britannico era disponibile per le operazioni nel Sud-est asiatico.
I sommergibili britannici iniziarono a operare in gran numero contro i giapponesi solo verso la fine del 1943, una volta che l'Italia fu uscita dal conflitto. A parte un pugno di superstiti China Boat appartenenti alle classi Thames e Rainbow e un paio di grossi sommergibili posamine della classe Grampus, tutte unità varate negli anni 1930, il grosso dei battelli subacquei impegnati dai britannici in Oriente era costituito da navi costruite negli anni di guerra (sebbene a partire da progetti del periodo interbellico) delle classi S e T. I classe S erano battelli costieri da 927 t di dislocamento in immersione, quasi 14 nodi di velocità in emersione e 10 in immersione, un'autonomia di 3 800 miglia e un armamento costituito da un cannone da 76 mm, una mitragliatrice da 7,7 mm e sei tubi lanciasiluri da 533 mm; i classe T erano invece battelli oceanici di media stazza, da 1580 t di dislocamento in immersione, una velocità di 14 o 15 nodi in superficie e 9 nodi in immersione, un'autonomia di 8 000 miglia incrementata poi con varie migliorie a 11 000 miglia e un armamento costituito da un cannone da 102 mm, tre mitragliere da 20 o 12,7 mm e otto tubi lanciasiluri da 533 mm oltre a impianti sonar e radar. I Fleet Submarine della classe Amphion, ottimizzati per l'impiego nel Pacifico, furono impostati alla fine del 1944 ma non fecero in tempo a entrare in azione prima della fine delle ostilità.

#### Gli olandesi

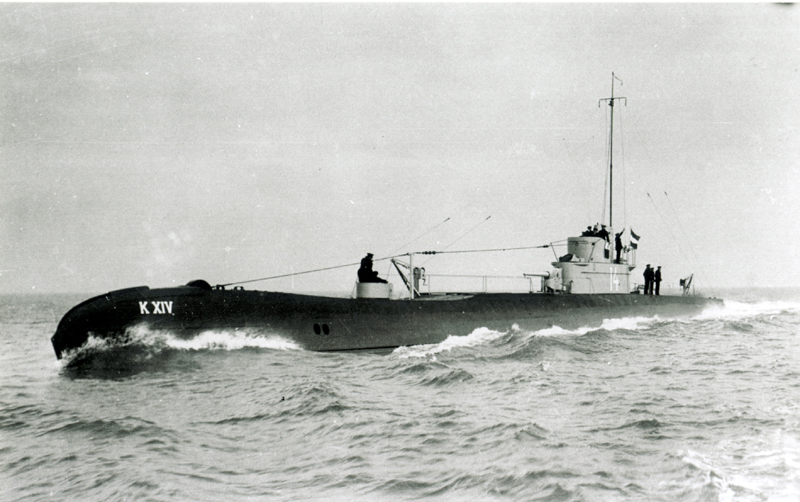
L'olandese, uno dei battelli "coloniali" schierati a difesa delle Indie olandesi

La Koninklijke Marine olandese aveva investito molto nello sviluppo di una consistente forza sommergibilistica, vista come un importante deterrente per allontanare le mire espansionistiche del Giappone dalla colonia delle Indie orientali olandesi. Nel dicembre 1941 la squadra navale olandese delle Indie orientali disponeva di 15 sommergibili in varie classi: era ancora in servizio l'unica unità della classe K V del 1916 non ancora avviata alla demolizione nonché le di poco successive tre unità classe K VIII, battelli da 700-800 t di dislocamento, velocità di 14 nodi in emersione e 8 nodi in immersione e armati con un cannone da 75 o 88 mm, una mitragliera da 12,7 mm e quattro tubi lanciasiluri da 450 mm. Abbastanza datati erano i tre classe K XI impostati tra il 1922 e il 1923, da 828 t di dislocamento, 17 nodi in superficie e 8 in immersione e armati con sei tubi lanciasiluri (due da 533 mm e quattro da 450 mm), un cannone da 88 mm e una mitragliera da 12,7 mm; più moderni erano i cinque classe K XIV dei primi anni 1930, unità da 1045 t di dislocamento, 17 nodi in emersione e 9 nodi in immersione, armate di un cannone da 88 mm e due da 40 mm oltre a otto tubi lanciasiluri da 533 mm.
Al servizio coloniale fu destinato anche lo sperimentale Hr. Ms. O 16 del 1936, poco più grande dei precedenti K XIV (1194 t di dislocamento) e dall'identico armamento ma dotato di accorgimenti che ne incrementavano l'autonomia a 10 000 miglia rispetto alle 3 500 dei K XIV, nonché i due classe O 19 varati tra il 1938 e il 1939, battelli posamine da 1500 t t di dislocamento derivati dall'O 16 e dotati del primo rudimentale apparato snorkel mai sperimentato. Più avanti nel corso del conflitto si aggiunsero tre unità della classe O 21, in allestimento in patria al momento dell'invasione tedesca del maggio 1940 ma fuggite nel Regno Unito e qui completate: si trattava di battelli da 1200 t di dislocamento, 19,5 nodi di velocità in superficie e 9 nodi in immersione, armati con un cannone da 88 mm, uno da 40 mm e 8 tubi lanciasiluri da 533 mm. Gli olandesi impiegarono anche contro i giapponesi un battello classe T ceduto loro dalla Royal Navy britannica, lo Hr. Ms. Zwaardvisch.

### Le forze giapponesi di difesa del traffico

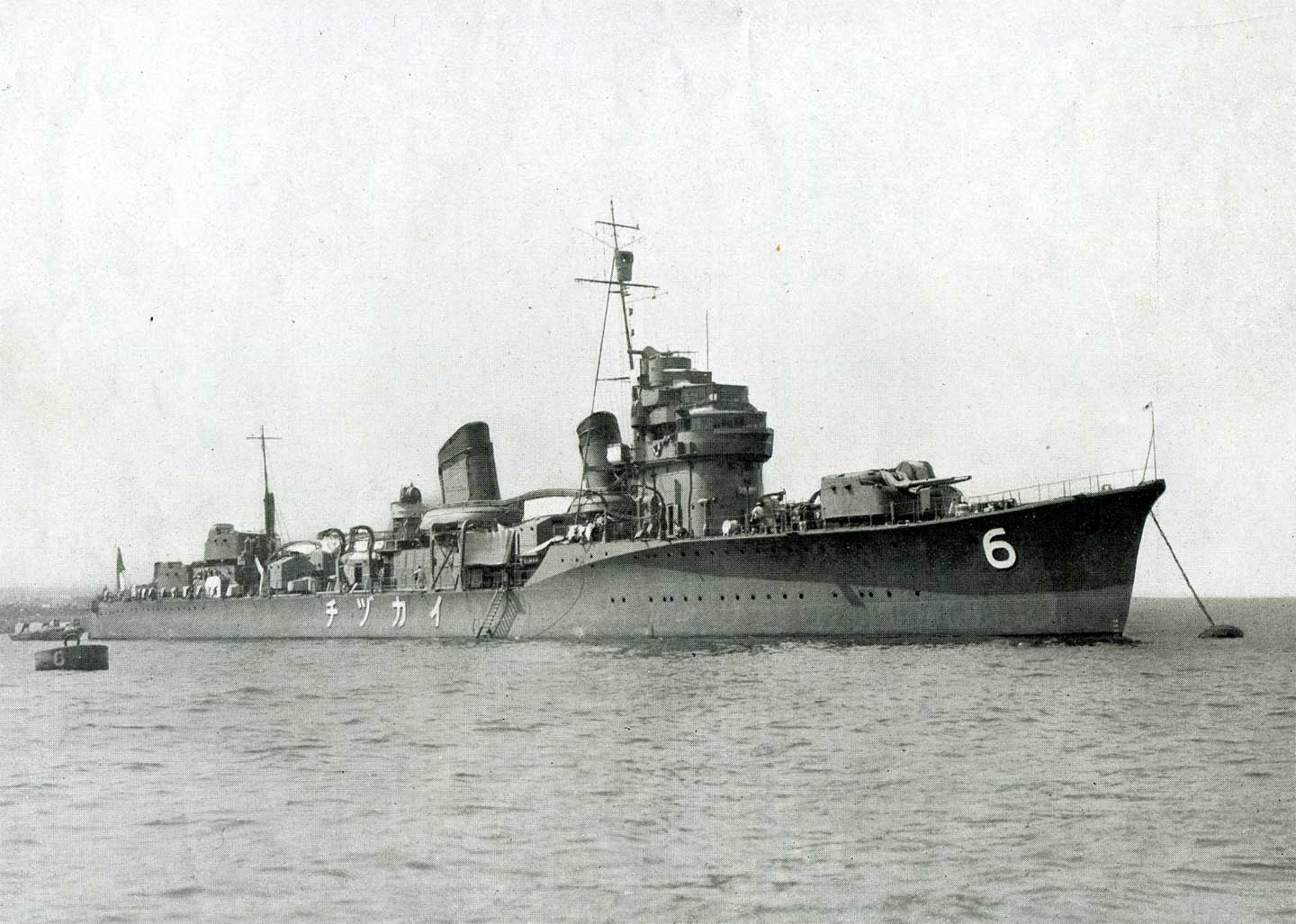
Il cacciatorpediniere Ikazuchi della classe Akatsuki; la nave fu affondata dal sommergibile USS Harder nell'aprile 1944

Il meglio che si possa dire delle forze destinate dalla Marina imperiale giapponese alla difesa dei traffici commerciali dalla minaccia dei sommergibili nemici era che disponevano di risorse insufficienti per l'immane compito loro affidato; una circostanza incredibile, considerando l'attenzione con cui la Marina imperiale aveva curato lo sviluppo della propria arma subacquea e soprattutto la grave dipendenza economica del Giappone dalle importazioni dall'estero, sia sotto il profilo delle materie prime industriali che del carburante e dei generi alimentari. Un tale atteggiamento era forse dettato dall'impostazione prettamente offensiva che gli ammiragli nipponici diedero alla loro guerra, disdegnando se non proprio disinteressandosi delle considerazioni difensive come la protezione del traffico mercantile; a riprova di ciò, un comando dedicato alla difesa dei convogli mercantili (la "Flotta Combinata di scorta") fu attivato solo il 15 novembre 1943, sotto la direzione dell'ammiraglio Koshirō Oikawa e poi, dal luglio 1944, dell'ammiraglio Naokuni Nomura.
La flotta da battaglia poteva affidarsi per la protezione antisommergibili a un vasto quantitativo di moderni cacciatorpediniere, arrivato a comprendere tra il 1941 e il 1945 ben 139 unità. Le forze destinate alla scorta dei mercantili annoveravano invece, nel dicembre 1941, solo 16 cacciatorpediniere obsoleti delle classi Momi e Wakatake, varati nei primi anni 1920 e declassati a pattugliatori alla fine degli anni 1930; si aggiungevano poi una dozzina di piccole torpediniere delle classi Chidori e Otori dei primi anni 1930, giudicate come non riuscite e inadatte ai compiti di prima linea con la flotta da battaglia, e una trentina di cacciasommergibili costieri di modesto tonnellaggio varati nel corso degli anni 1930. Solo tra il 1940 e il 1941, giusto poco prima dell'entrata in guerra, erano state immesse in servizio le prime moderne unità di scorta d'altura (Kaibokan per i giapponesi), le quattro unità classe Shimushu o Type A: si trattava di corvette da 1020 t di dislocamento, una velocità di 20 nodi per un'autonomia di 8 000 miglia, e un armamento basato su tre cannoni da 120 mm, quattro mitragliere da 25 mm e due lanciabombe per cariche di profondità.

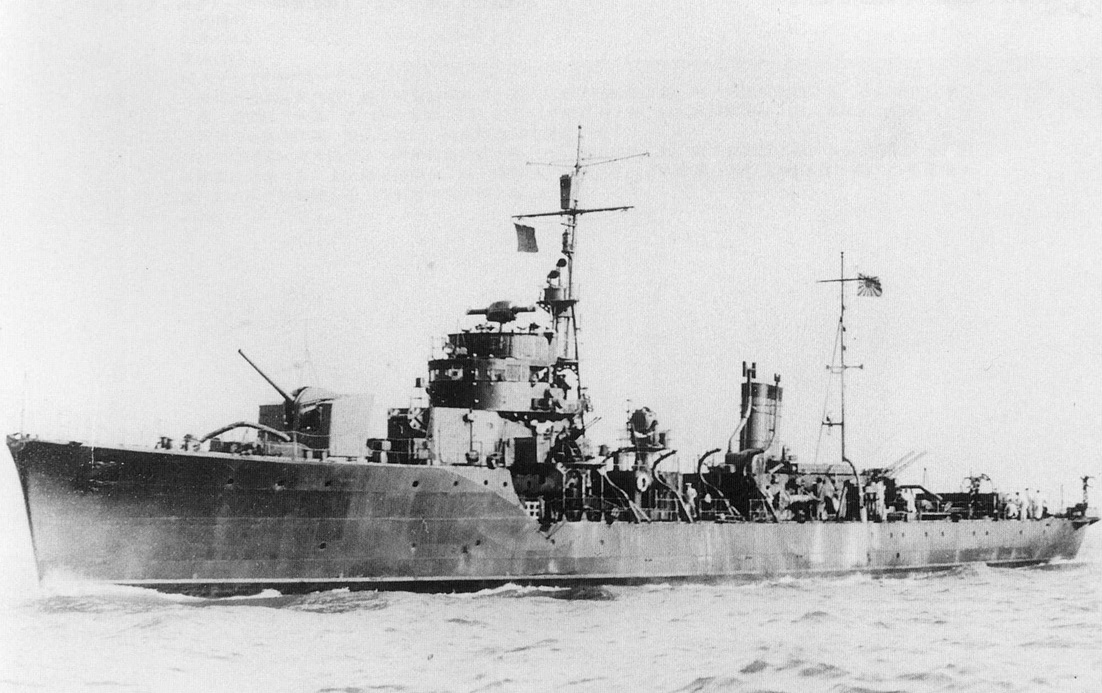
La Nomi, una delle piccole corvette per la scorta ai mercantili della classe Mikura

Solo a ostilità iniziate i giapponesi iniziarono a immettere in servizio nuove moderne unità di scorta. La classe Shimushu fu replicata in una versione dotata di armamento migliore, la classe Etorofu, da cui fu derivato un ulteriore modello (classe Mikura o Type B) di disegno più semplice e di più economica produzione, per un totale di 53 nuove unità immesse in servizio entro il 1944. Nel 1943 iniziò la costruzione di un modello ulteriormente semplificato di Kaibokan, la classe Type C, piccole corvette da 810 t di dislocamento, una velocità di 16,5 nodi e 6 500 miglia di autonomia, armate in genere con due cannoni da 120 mm, sei mitragliere da 25 mm, un mortaio e 12 lanciabombe antisommergibili; realizzabili in appena 8 mesi di lavori, anche se spesso facendo ricorso a materiali scadenti, ne furono messe in servizio 53 prima della fine delle ostilità. In parallelo fu progettato un modello più grande della classe Type C propulso da turbine a vapore, la classe Type D, di cui 67 esemplari furono completati prima della fine della guerra.

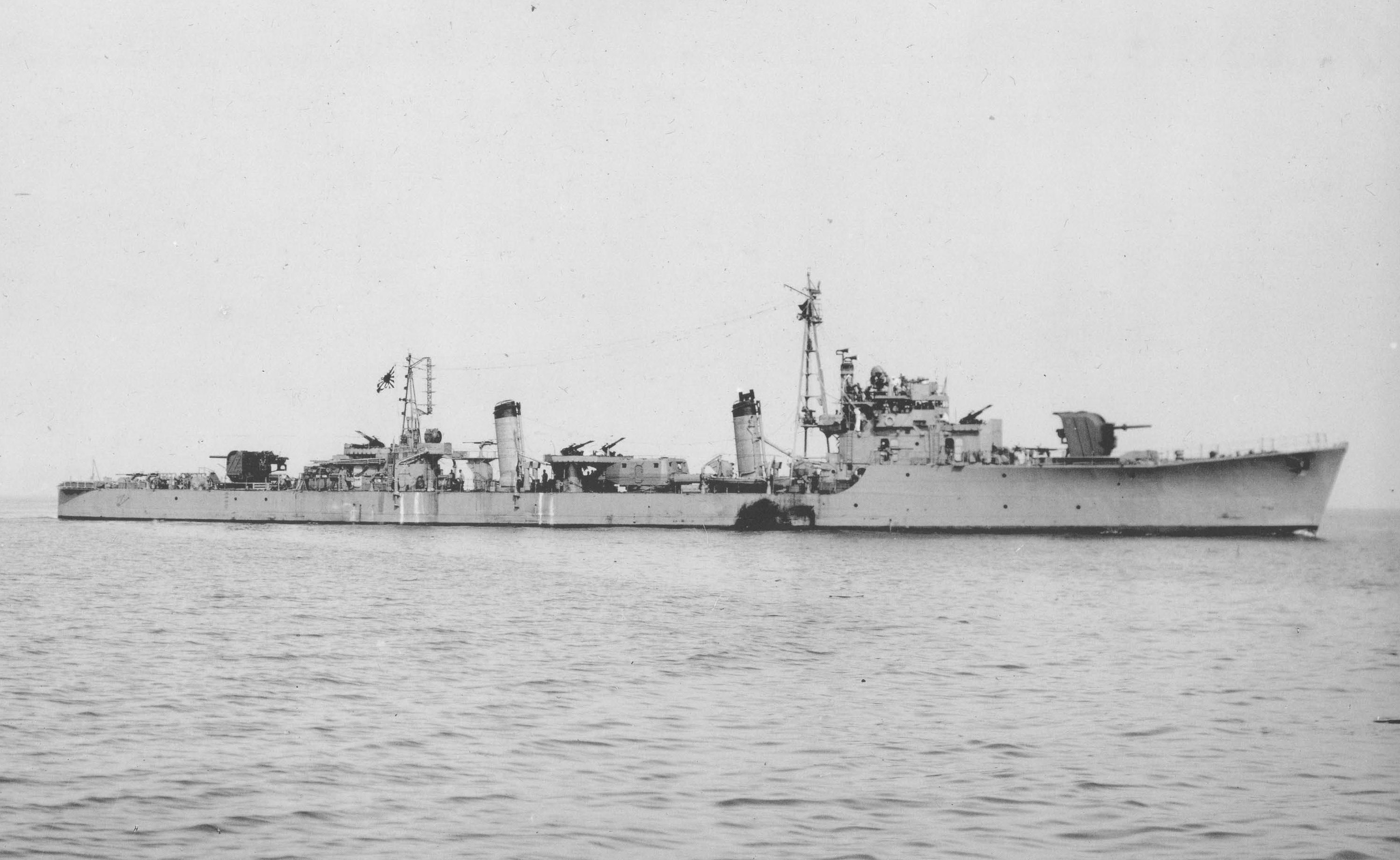
Il cacciatorpediniere di scorta Momi della classe Matsu, una delle migliori unità giapponesi per la difesa del traffico commerciale

Di maggior successo furono i 18 cacciatorpediniere di scorta della classe Matsu ordinati nel 1942, buone unità da 1650 t di dislocamento, 28 nodi di velocità per un'autonomia di 4 680 miglia, e armati con tre cannoni da 120 mm, 24 mitragliere da 25 mm, quattro tubi lanciasiluri da 610 mm, due lanciabombe e due tramogge per cariche di profondità; nel 1943 ne venne progettata una versione quasi identica ma di più economica produzione, la classe Tachibana, sebbene delle 113 unità di cui si progettò la realizzazione solo 14 furono consegnate prima della fine della guerra. Completavano l'organico alcune centinaia di piccoli cacciasommergibili costieri di modesto tonnellaggio e pescherecci armati requisiti alle attività civili nonché alcune unità catturate a nazioni nemiche e rimesse in servizio, come i due incrociatori leggeri cinesi classe Ning Hai, i cacciatorpediniere USS Stewart (statunitense) e HMS Thracian (britannico), e alcuni dragamine e motovedette statunitensi e olandesi.
Le dotazioni delle unità di scorta giapponesi non furono sempre all'altezza del compito loro affidato. Tutte le unità di scorta furono dotate di idrofoni, spesso di modelli efficaci ma con tutte le limitazioni che questo strumento presentava; a ostilità iniziate furono introdotti in servizio i primi modelli di ecogoniometro a ultrasuoni, spesso però rimasti a uno stadio di esemplari sperimentali. Dal 1943 le unità giapponesi iniziarono a ricevere vari tipi di apparati radar, dalle prestazioni però nettamente inferiori rispetto alle coeve apparecchiature statunitensi; verso la fine del 1943 fecero la loro comparsa anche modelli di radar antisommergibili installabili su aeroplani, diffusi però in quantità piuttosto limitata. Per quanto riguarda le armi antisommergibili, furono perfezionate e migliorate le tradizionali bombe di profondità e ne venne aumentato il numero imbarcato a bordo delle unità di scorta; le prestazioni dei relativi lanciabombe rimasero però abbastanza modeste, e i giapponesi non svilupparono mai dei modelli a lunga gittata assimilabili al "porcospino" degli Alleati.

## Principali operazioni

### L'entrata in guerra

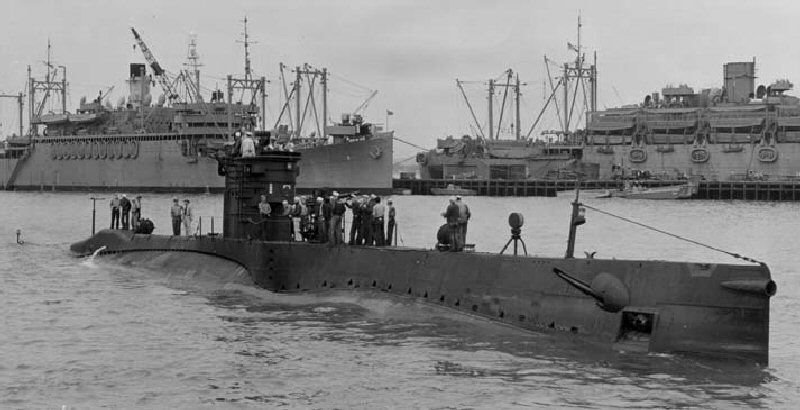
Il vecchio sommergibile costiero USS S-38, attivo durante le operazioni nelle Filippine nel 1941-1942

Al momento dell'attacco di Pearl Harbor del 7 dicembre 1941, i sommergibili del COMSUBPAC erano disseminati in lungo e in largo per il vasto bacino dell'oceano Pacifico impegnati in manovre di esercitazione, viaggi di trasferimento o pattugliamenti di routine. Cinque battelli erano in porto a Pearl Harbor, ritrovandosi subito nel vivo dell'azione quando i bombardieri giapponesi attaccarono la flotta ferma all'ancora: i cannonieri dello USS Narwhal e dello USS Tautog rivendicarono l'abbattimento di due velivoli nemici, prime vittime delle forze subacquee statunitensi. Più a occidente, il sommergibile statunitense USS Triton si trovava a incrociare nei pressi dell'isola di Wake quando, la notte del 10 dicembre, avvistò le unità della flotta giapponese inviata a invadere l'isola: in emersione per ricaricare le batterie, il battello si immerse immediatamente e lanciò quattro siluri verso il nemico (il primo attacco di un sommergibile statunitense nel conflitto), ma benché l'equipaggio avesse udito due esplosioni non colpì nessuna nave; il sommergibile fu poi richiamato alla base il 21 dicembre seguente.
La parziale neutralizzazione della Pacific Fleet nel raid giapponese lasciava in una cattiva posizione le unità statunitensi nelle Filippine. La funzione dell'Asiatic Fleet dell'ammiraglio Thomas C. Hart, di base nell'arcipelago, era quella di trattenere il più possibile gli attacchi del nemico con azioni di contenimento fino all'arrivo della flotta da battaglia da Pearl Harbor, e anche in ragione della posizione particolarmente esposta la formazione non era dotata di navi particolarmente moderne; questo era vero anche per la componente sommergibilistica, numerosa (29 battelli in servizio) ma dotata di unità non all'avanguardia: tutti i 16 primi Fleet Submarine delle classi Salmon e Sargo, sette più vecchi battelli classe Porpoise e sei obsoleti sommergibili costieri classe S. Alle prime notizie dell'inizio delle ostilità Hart diede ordine di far uscire in pattugliamento tutti i sommergibili e di attaccare indiscriminatamente il traffico nemico, ma il 10 dicembre lo USS Sealion fu colpito e affondato da bombardieri giapponesi mentre era fermo all'ancora a Cavite in attesa di completare delle riparazioni: fu il primo sommergibile statunitense perduto nel conflitto.

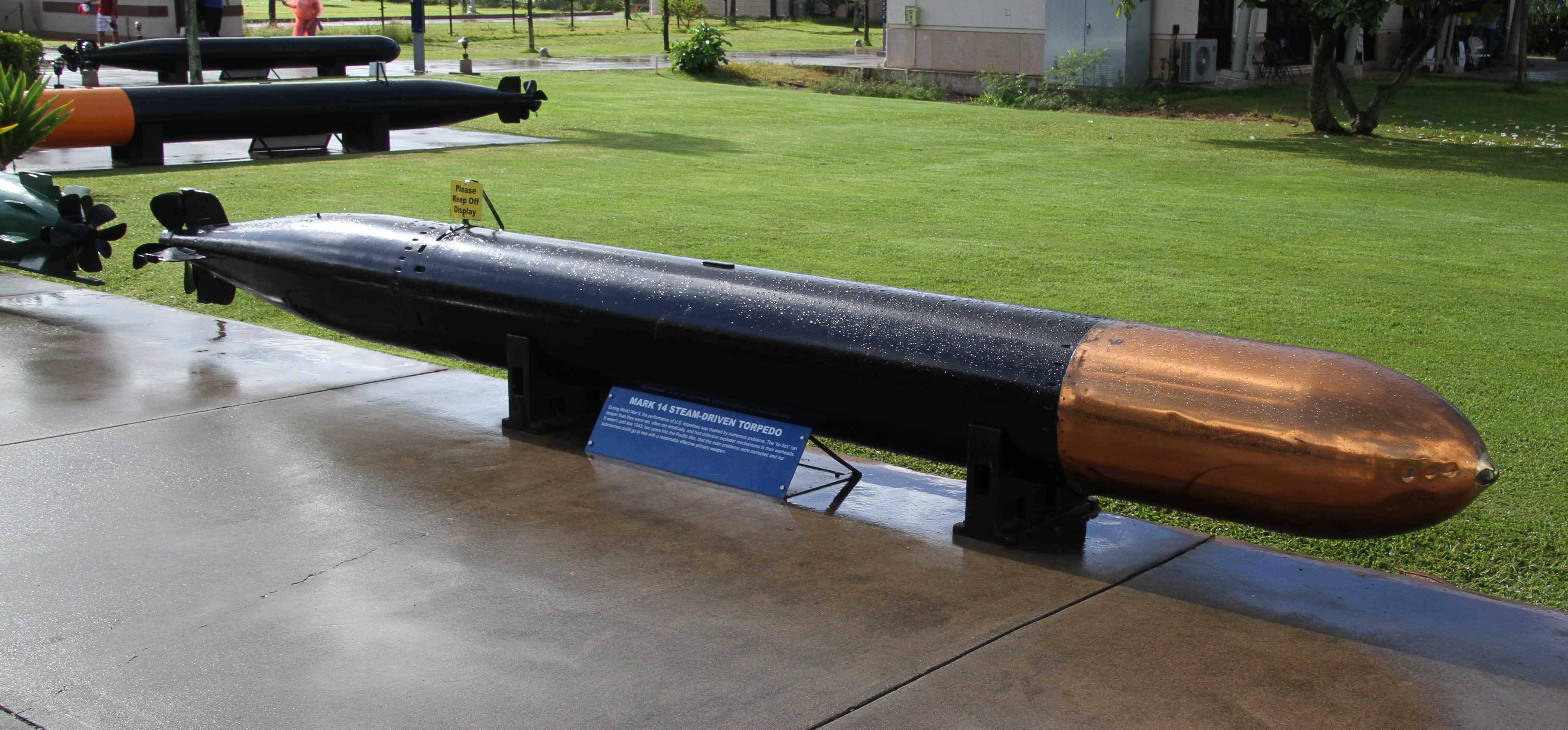
Un siluro Mark 14 qui in mostra ad Honolulu; i ripetuti malfunzionamenti del meccanismo d'innesco dell'arma compromisero i successi dei sommergibili statunitensi nella prima parte della guerra

Mentre le unità di superficie dell'Asiatic Fleet ripiegavano alla volta delle Indie olandesi per sfuggire agli attacchi aerei nipponici, i sommergibili furono lasciati indietro per tentare di infliggere quanti più danni possibile alla flotta d'invasione giapponese intenta a sbarcare truppe nelle Filippine; furono tentati numerosi attacchi ai bastimenti da trasporto nipponici ma, con grande frustrazione dei comandanti statunitensi, quasi nessuno di essi causò danni a causa di continui malfunzionamenti dei siluri dei sommergibili. I battelli statunitensi erano armati, oltre che con alcuni vecchi siluri Mark 10 dell'epoca della prima guerra mondiale dotati di acciarino a urto, anche dei nuovi siluri Mark 14 dotati sia di acciarino a urto che a influenza magnetica, in grado di attivare la testata esplosiva una volta che fosse stata rilevata la massa metallica dello scafo dell'imbarcazione bersaglio. Dopo molte prove ci si accorse tuttavia che un frequente cattivo funzionamento del regolatore dell'immersione del siluro spingeva l'arma a una profondità maggiore di quella prevista, facendola passare ben al di sotto della carena della nave presa di mira e troppo lontano da essa per attivare l'acciarino a influenza magnetica; emerse anche che il percussore dell'acciarino a urto presentava una debolezza strutturale, tale che all'impatto dell'arma con il bersaglio esso si spezzava senza attivare la carica esplosiva. Gli interventi di correzione di questi problemi tardarono a essere portati a termine, e solo verso la fine del 1943 l'affidabilità dei siluri statunitensi iniziò ad aumentare.
Nonostante i problemi con i siluri, i sommergibili statunitensi iniziarono a mettere a segno i primi successi: il 16 dicembre lo USS Swordfish affondò a settentrione delle Filippine la nave cargo Atsutasan Maru da 8 800 tonnellate di stazza mentre il 23 dicembre lo USS Seal silurò la nave trasporto truppe Hayataka Maru poco a nord del Golfo di Lingayen, dove i giapponesi avevano lanciato il loro principale assalto anfibio a Luzon; nelle acque del golfo operava il sommergibile costiero USS S-38, che dopo aver segnalato l'approssimarsi della flotta d'invasione il 22 dicembre passò all'attacco silurando la nave da trasporto Hayo Maru da più di 5500 t, sfuggendo poi per i tre giorni seguenti a una serrata caccia da parte dei cacciatorpediniere giapponesi.

### La difesa del Sud-est asiatico

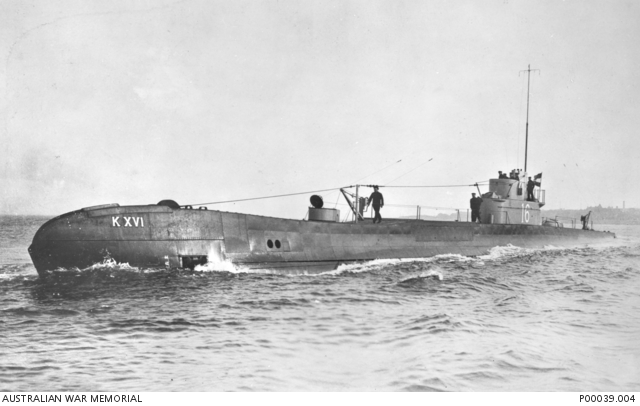
Il sommergibile K XVI; il giorno dopo il suo successo ai danni del cacciatorpediniere Sagiri, il battello olandese fu silurato e affondato dal sommergibile giapponese I-66

A occidente delle Filippine, i sommergibili olandesi erano rimasti l'unica forza navale alleata incaricata di contrastare gli sbarchi giapponesi in Malesia, in particolare dopo che il 10 dicembre i velivoli dell'aviazione nipponica avevano colato a picco le navi da battaglia della Force Z britannica. Non afflitti da problemi con i siluri come le unità statunitensi, i battelli olandesi misero a segno diversi colpi: il 12 dicembre il sommergibile Hr. Ms. K XII affondò il cargo Awazisan Maru mentre era diretto a sbarcare truppe a Kota Bharu, e il 24 dicembre successivo lo Hr. Ms. K XVI colò a picco il cacciatorpediniere Sagiri al largo di Kuching nel Borneo britannico. Questi successi si rivelarono tuttavia insufficienti ad arrestare gli sbarchi nipponici, mentre tra il 15 e il 25 dicembre ben quattro battelli olandesi vennero colati a picco da mine, cacciatorpediniere o altri sommergibili giapponesi; alla fine dell'anno i superstiti ripiegarono alla volta di Giava.
La funzione tattica che gli strateghi statunitensi avevano pensato per i Fleet Submarine era quella di fungere da apripista per i gruppi di navi da battaglia, sia esplorando il teatro di combattimento alla ricerca degli equivalenti gruppi da battaglia nemici che tentando di usurare la consistenza delle formazioni avversarie prima dell'urto delle due forze principali; con le corazzate statunitensi temporaneamente messe fuori combattimento a Pearl Harbor questa funzione venne meno, e i battelli furono reindirizzati al contrasto indiscriminato di tutto il traffico navale nipponico, sia militare che mercantile. L'11 dicembre tre sommergibili statunitensi lasciarono Pearl Harbor per compiere i primi pattugliamenti offensivi al largo delle coste del Giappone stesso, 3 400 miglia più a occidente. Benché ancora privi di radar e azzoppati da direttive che, attribuendo un'eccessiva importanza al pericolo derivate dagli aerei nemici, imponevano ai battelli di procedere unicamente in immersione durante il giorno, i tre sommergibili fecero registrare alcuni successi: il 7 gennaio 1942, al largo della baia di Tokyo, lo USS Pollack affondò il mercantile Unkai Maru No. 1 da 2250 t (primo successo dei sommergibili della Pacific Fleet) seguito il 9 gennaio dal più grosso Teian Maru da 5300 t, mentre il 18 gennaio lo USS Plunger si aggiudicò l'affondamento del mercantile Eizon Maru; il 27 gennaio 1942 invece lo USS Gudgeon sorprese in emersione e affondò il grosso sommergibile giapponese I-73, prima nave da guerra nemica a essere colata a picco dai battelli subacquei statunitensi.

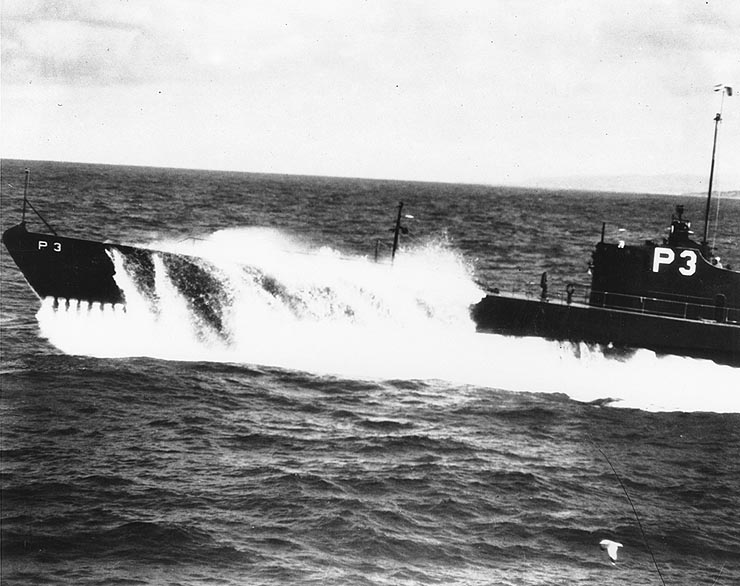
Lo USS Shark in navigazione negli anni 1930; il battello andò perduto durante le operazioni nelle Indie olandesi del 1942

Più a sud, i sommergibili statunitensi e olandesi stavano tentando di contrastare le offensive giapponesi nelle Indie orientali olandesi: il 22 gennaio 1942 lo USS Sturgeon attaccò un convoglio di trasporti truppe giapponesi nello Stretto di Makasar mandano a picco una nave, e il 24 gennaio lo Swordfish affondò con quattro siluri la nave da trasporto Myoken Maru da più di 4000 t mentre era intenta a sbarcare soldati nel nord di Celebes; quello stesso giorno l'olandese Hr. Ms. K XVIII colò a picco la nave da trasporto Tsugura Maru da quasi 7000 t e una piccola nave pattuglia giapponese davanti Balikpapan, venendo però gravemente danneggiato dalle bombe di profondità sganciate dalle altre unità nemiche. Il cerchio tuttavia andava stringendosi sulle postazioni alleate a Giava, divenute intenibili: lo USS Shark scomparve in mare nello stretto di Makasar in una data imprecisata dopo l'8 febbraio, e l'obsoleto Hr. Ms. K VII fu affondato a Surabaya il 18 febbraio in un attacco aereo giapponese; mentre tentava di attaccare la flotta d'invasione diretta a sbarcare truppe proprio a Surabaya, lo statunitense USS Perch fu affondato il 3 marzo dopo una lunga battaglia con i cacciatorpediniere giapponesi, mentre altre tre unità olandesi alla fonda nella base perché danneggiate furono autoaffondate il 2 marzo per evitare che cadessero nelle mani degli invasori. I restanti sommergibili alleati ripiegarono quindi in Australia una volta che Giava fu capitolata il 13 marzo.
Anche la resistenza statunitense nelle Filippine stava venendo meno, nonostante i sommergibili della US Navy fossero intensamente impegnati a trasportare rifornimenti alla guarnigione di Bataan, tagliata fuori e assediata dai giapponesi; i sommergibili furono incaricati anche dell'evacuazione di alcuni assetti importanti dall'arcipelago: il 3 febbraio 1942 lo USS Trout portò via più di 20 tonnellate di oro e argento delle riserve valutarie del governo filippino, mentre il 21 febbraio lo Swordfish prese a bordo il presidente filippino Manuel L. Quezón per condurlo in salvo in Australia. Dopo la capitolazione di Bataan il 9 aprile i sommergibili compirono ancora alcune missioni di rifornimento dell'isola-fortezza di Corregidor nella baia di Manila: lo USS Spearfish portò a termine l'ultimo viaggio il 3 maggio, prima che anche questa postazione capitolasse il 6 maggio successivo.

### Azioni di flotta

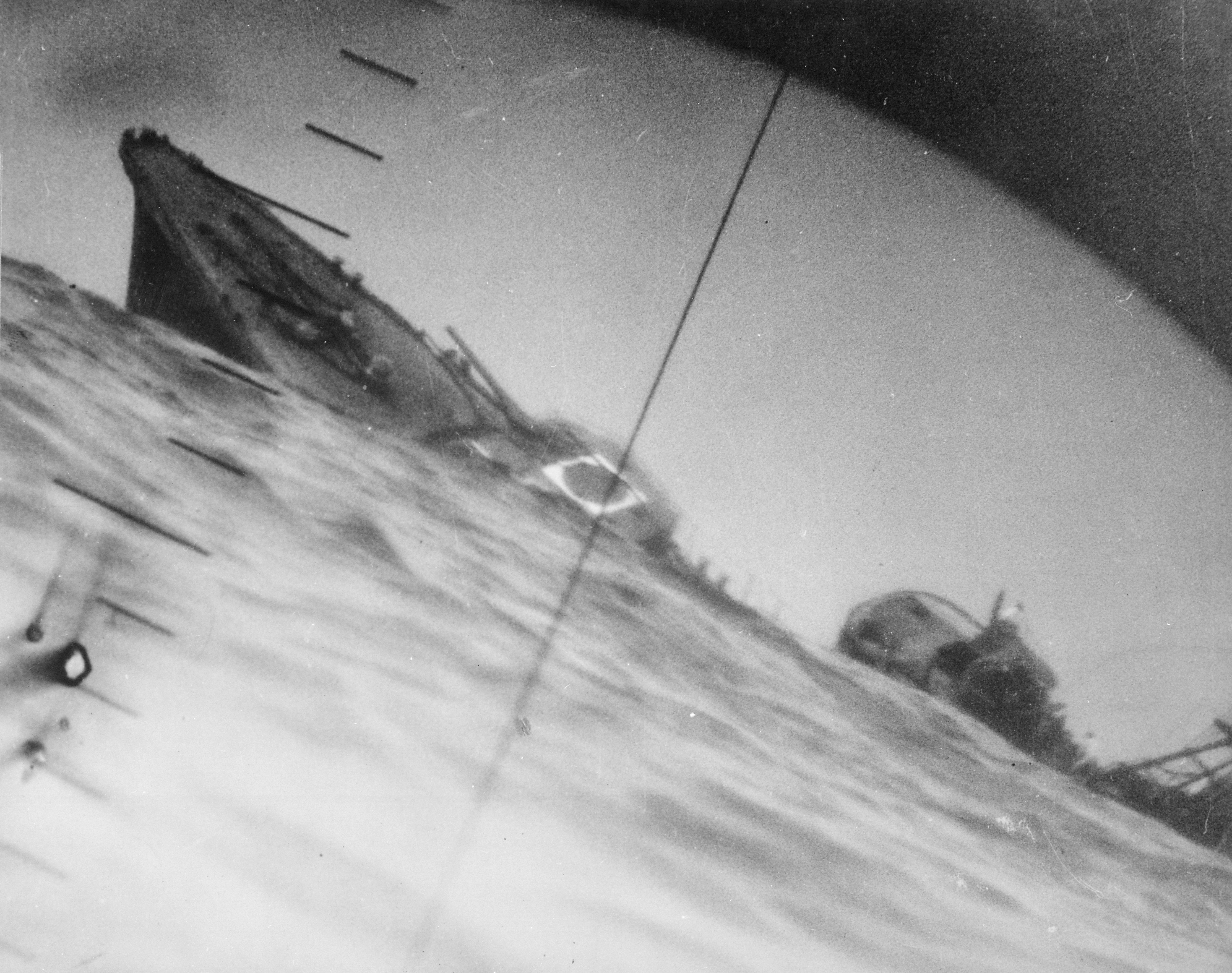
L'affondamento del cacciatorpediniere Yamakaze il 25 giugno 1942 fotografato dal periscopio dello USS Nautilus

I sommergibili della Pacific Fleet stavano intanto diventando presenze abituali nelle acque del Giappone, dove il traffico mercantile rappresentava un bersaglio facile: fino all'inizio del 1943 infatti i giapponesi non adottarono alcun sistema di convogli navali scortati per la protezione del traffico marittimo (una pratica divenuta invece abituale per le altre potenze impegnate nel conflitto), lasciando che i mercantili navigassero isolati o in piccoli gruppi con scarsa o nulla protezione. L'esperienza suggeriva nuove tattiche: invece di silurare le navi nemiche sul fianco come era pratica abituale, il comandante James Wiggin Coe dello USS Skipjack adottò la tattica di portare il suo battello dritto contro la prua della nave nemica per poi sparare a distanza ravvicinata una salva di tre siluri disposti a ventaglio, in modo che il nemico non avesse modo di notare la scia delle armi e virare per mettersi in salvo. Solo i persistenti difetti dei siluri limitavano, in questa fase, i successi dei battelli statunitensi.
Alla metà di maggio 1942 il contrammiraglio English richiamò alle Hawaii buona parte dei sommergibili della Pacific Fleet schierati nelle acque giapponesi: si andava profilando una vasta battaglia tra gli opposti gruppi di portaerei dei due contendenti nelle acque attorno all'atollo di Midway, e ben 25 sommergibili statunitensi furono disposti in tre cordoni avanzati per segnalare il passaggio delle navi della flotta nipponica e sferrare attacchi ai loro danni. Alla loro prima vera e propria azione "di flotta", secondo quelli che erano i dettami tracciati nel periodo interbellico, i Fleet Submarine giocarono però un ruolo marginale nella decisiva battaglia delle Midway del 4-6 giugno 1942: solo lo USS Nautilus riuscì ad avvicinarsi abbastanza alla flotta giapponese per tentare un attacco prima a due corazzate e poi a una portaerei (probabilmente la Soryu) già danneggiata e in fiamme per gli attacchi dei bombardieri statunitensi, fallendo però in entrambi i casi per via dei soliti problemi ai siluri e sfuggendo poi a una lunga caccia con bombe di profondità a opera dei cacciatorpediniere nipponici.
Anche i sommergibili del comando del Pacifico sud-occidentale furono impegnati in azioni d'appoggio alla flotta da battaglia nel corso della lunga e logorante campagna di Guadalcanal, anche se con risultati solo di poco migliori: tra i maggiori successi, il 10 agosto 1942 il vecchio sommergibile USS S-44 sorprese vicino a Simberi la formazione di incrociatori giapponesi che rientrava alla base dopo la vittoriosa battaglia dell'isola di Savo e affondò con tre siluri l'incrociatore pesante Kako, mentre il 18 dicembre lo USS Albacore affondò l'incrociatore leggero Tenryu mentre rientrava da una missione di trasporto rifornimenti a Madang nella Nuova Guinea. In generale, i risultati conseguiti dai sommergibili statunitensi contro le navi da guerra giapponesi nel corso del 1942 furono piuttosto deludenti: senza supporto aereo, i sommergibili potevano affidarsi solo ai loro idrofoni per localizzare i veloci gruppi da battaglia nipponici nella vastità degli spazi oceanici, ritrovandosi spesso attardati rispetto alla loro posizione. L'arrivo, alla fine del 1942, dei primi battelli dotati di affidabili apparati radar per la scoperta di superficie e una migliore cooperazione con i velivoli da ricognizione a lungo raggio basati a terra avrebbe poi mutato questo stato di cose.

### Guerra d'attrito

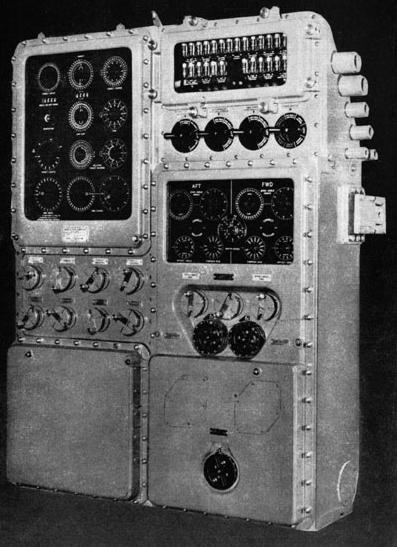
Un Torpedo Data Computer Mark III, sistema standard nei sommergibili statunitensi per il calcolo dei dati di lancio dei siluri

Gli ultimi mesi del 1942 e l'inizio del 1943 videro una grande ripresa degli attacchi subacquei al traffico mercantile nipponico. I nuovi sommergibili classe Gato, immessi in servizio in gran numero e ben presto affiancati dai potenziati battelli classe Balao, si rivelarono ottime unità per questo genere di guerra: l'ampia autonomia, le ottime qualità nautiche e una buona abitabilità interna, con spazi tutto sommato generosi per dei sommergibili e una sufficiente disponibilità di acqua dolce, li rendevano particolarmente idonei a operare in un teatro operativo dove le distanze da coprire erano notevoli; la durata dei pattugliamenti dei singoli battelli, del resto molto variabile in ragione delle zone di operazione prescelte, si attestava nella maggior parte dei casi in un lasso di tempo compreso tra le sei e le otto settimane (tra 42 e 56 giorni), ma almeno tre unità fecero registrare missioni proseguite per più di 80 giorni. La generosa scorta di siluri presente a bordo consentiva una notevole capacità di attacco, favorita anche da una ragguardevole velocità in superficie (ben superiore a quella dei mercantili presi di mira) e dalla disponibilità di calcolatori meccanici analogici per la stima dei dati di lancio dei siluri (i Torpedo Data Computer o TDC).
Non vi fu teatro operativo dove i sommergibili statunitensi non combatterono. All'estremo nord, un distaccamento di battelli della Pacific Fleet operò con successo nel corso della campagna delle isole Aleutine, prendendo di mira le navi da rifornimento che tentavano di consegnare i viveri alle guarnigioni giapponesi attestate sulle isole di Attu e Kiska, finite ben presto alla fame e costrette a capitolare o ritirarsi. A sud, i sommergibili del Comando del Pacifico sud-occidentale operavano con successo in appoggio alle forze anfibie alleate impegnate nella campagna delle isole Salomone, mentre nel settore centrale i battelli subacquei della Pacific Fleet si spingevano ormai a operare nel Mar Cinese Orientale, nel Mar Cinese Meridionale e nel Golfo del Siam, oltre che diventare una presenza abituale nelle acque dello stesso Giappone: tra l'agosto e il novembre 1942, nel corso di due pattugliamenti nelle acque a nord-est di Honshū, lo USS Guardfish del capitano di corvetta Thomas B. Klakring si aggiudicò l'affondamento di otto navi per complessive 71 120 tonnellate di stazza (circa un decimo di tutti gli affondamenti di mercantili a opera di sommergibili statunitensi per tutto l'anno 1942), guadagnandosi una Presidential Unit Citation.

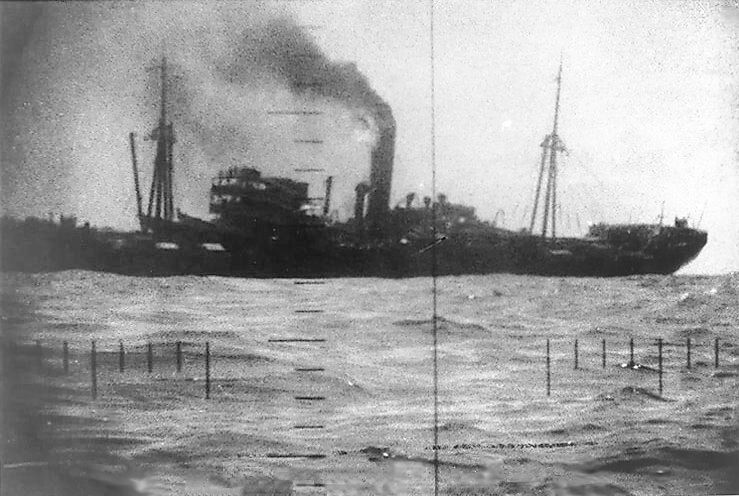
L'affondamento del mercantile Buyo Maru il 26 gennaio 1943, una delle numerose vittime dello USS Wahoo dal periscopio del quale la foto è scattata

Vari comandanti di sommergibili statunitensi si distinsero per l'aggressività dei loro attacchi, come il capitano di corvetta Dudley W. Morton dello USS Wahoo che nel corso del 1943 si aggiudicò l'affondamento di 19 unità nemiche per quasi 55 000 tonnellate di stazza mentre operava contro i convogli di rifornimento nipponici nelle acque delle isole Caroline e del Mar Giallo, ricevendo quattro Navy Cross per il suo operato; Morton e il Wahoo andarono poi perduti l'11 ottobre 1943 nello Stretto di La Pérouse dopo aver compiuto con successo alcuni giorni prima una scorreria nel sorvegliatissimo Mar del Giappone. Le perdite del resto furono severe, con 15 sommergibili statunitensi affondati in azione nel corso di tutto il 1943; il capitano di fregata Howard W. Gilmore, ucciso in azione il 7 febbraio 1943 mentre era al comando dello USS Growler, fu il primo comandante di sommergibili statunitensi a venire insignito della massima onorificenza nazionale, la Medal of Honor.
Davanti al crescere delle perdite i giapponesi avevano infine iniziato ad adottare delle più efficaci misure di protezione del traffico mercantile, aumentando il numero delle unità di scorta dedicate e radunando la maggior parte dei cargo in convogli protetti; questo spinse i comandi statunitensi a ideare nuove tattiche, finite con l'assomigliare notevolmente a quelle adottate dagli U-Boot tedeschi in Atlantico (del resto attentamente studiate dagli specialisti della stessa US Navy). Nelle azioni isolate il metodo d'attacco migliore si rivelò quello notturno con il battello in superficie, dove il sommergibile poteva sfruttare la sua superiorità in fatto di velocità sui mercantili per portarsi al lancio in posizione favorevole, immergendosi poi per evadere il contatto dopo l'azione; per agevolare ciò, alla prima occasione utile i Fleet Submarine in servizio ricevettero modifiche per diminuirne la visibilità in emersione, come la riduzione dell'altezza e dei volumi delle torri di comando. In aggiunta, alla fine del 1943 gli statunitensi iniziarono a sperimentare le azioni di gruppo con più sommergibili coordinati tra di loro nell'attacco a un singolo convoglio, in modo da saturare la capacità di reazione delle unità di scorta; il modello era quello dei "branchi di lupi" tedeschi in azione in Atlantico, sebbene rispetto a quelle tedesche le formazioni statunitensi fossero molto più piccole. 

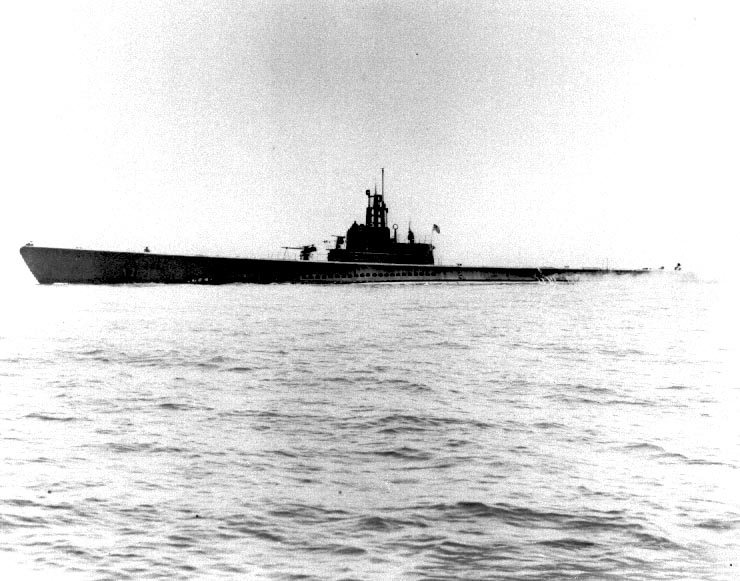
Lo USS Sculpin fotografato nel maggio 1943, pochi mesi prima di intraprendere la sua ultima missione

Nel novembre 1943 quindi due "branchi di lupi" statunitensi, composti da un totale di sette unità, furono inviati a operare contro i convogli giapponesi nel Mar Cinese Orientale sotto la direzione del capitano di vascello John P. Cromwell, comandante della 43ª Divisione sommergibili, imbarcato sullo USS Sculpin; l'azione era volta anche a disturbare i movimenti navali giapponesi in vista dell'avvio da parte degli statunitensi delle operazioni anfibie nelle isole Gilbert e Marshall. Pur portando ad alcuni affondamenti, questa prima azione di gruppo diede risultati considerati modesti dagli stessi ufficiali statunitensi: si riconobbe che la conduzione dei "branchi di lupo" non doveva essere affidata a un ufficiale in mare ma a un comando generale a terra, lasciando ai comandanti dei sommergibili una maggiore flessibilità e coordinando le loro azioni tramite comunicazioni radio in codice. Questa prima esperienza ebbe un esito tragico quando, il 19 novembre, lo Sculpin fu scoperto dal cacciatorpediniere Yamagumo mentre tentava un attacco a un convoglio al largo di Truk: gravemente danneggiato e costretto a riemergere, il battello fu evacuato dall'equipaggio ma il capitano Cromwell, in possesso di informazioni top secret sulle operazioni nelle Gilbert, decise di rimanere a bordo per non farsi catturare dai giapponesi, affondando con la nave. Per la sua azione, Cromwell fu insignito postumo della Medal of Honor.

### L'anno della svolta

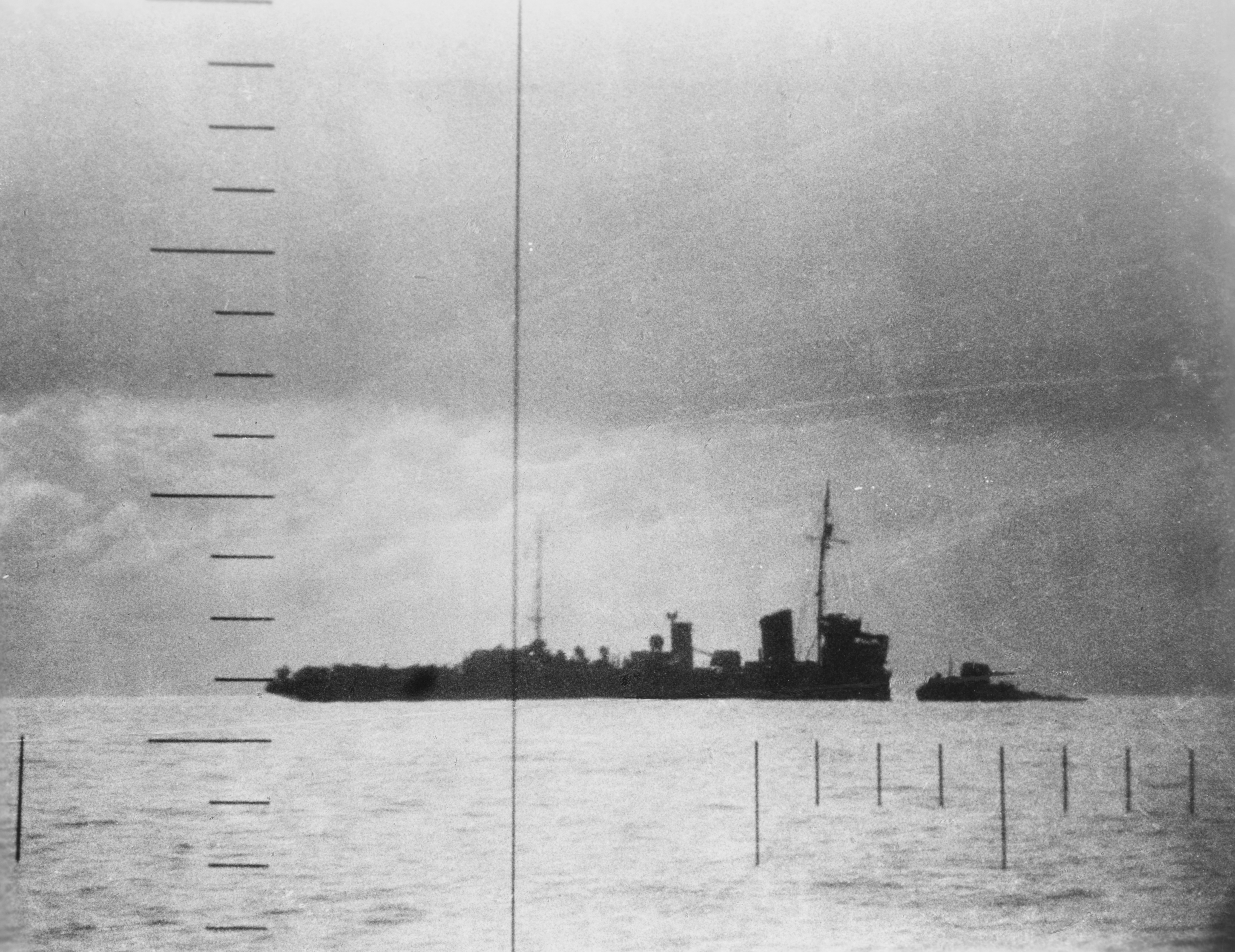
Il cacciatorpediniere giapponese Tade cola a picco dopo essere stato silurato dallo USS Seawolf al largo di Formosa il 23 aprile 1943

A dispetto di un esordio poco felice, l'inizio del 1944 vide il consolidarsi della tattica di attacco di gruppo a opera dei sommergibili statunitensi, che proprio in quell'anno fecero registrare i loro maggiori successi nella campagna del Pacifico. L'accresciuta disponibilità di unità classe Gato e Balao consentiva alle forze sommergibilistiche statunitensi di saturare i passaggi obbligati lungo tutte le principali rotte commerciali nipponiche da Singapore al Giappone stesso, lungo cui correvano in particolare i vitali rifornimenti di carburante e materie prime industriali. A garantire maggiori successi intervenne anche la correzione dei perduranti problemi ai siluri, finalmente risolti ad opera di una commissione tecnica riunita appositamente dal viceammiraglio Lockwood, nonché l'introduzione in servizio dei nuovi siluri Mark 18; dotati di un propulsore elettrico che non lasciava alcuna scia rivelatrice del lancio dell'arma, il Mark 18 divenne l'arma favorita dei sommergibilisti statunitensi negli ultimi anni del conflitto Pochi furono i convogli giapponesi in grado di passare senza danni: con il lancio di oltre 6 000 siluri nel corso dell'anno, i sommergibili statunitensi fecero registrare una media di 1,5 affondamenti al giorno, e già nel gennaio 1944 il totale aveva raggiunto 50 mercantili affondati per più di 244 000 tonnellate di stazza (il totale mensile più alto dall'inizio della guerra per gli statunitensi).
Numerose furono le azioni esemplari. Tra il 5 e il 23 febbraio lo USS Pogy attaccò vari convogli attorno a Formosa, aggiudicandosi l'affondamento di quattro mercantili per più di 20 000 tonnellate oltre a quello del cacciatorpediniere Minekaze; il 17 febbraio invece lo USS Jack assalì nel Mar Cinese Meridionale un convoglio di cinque petroliere scortate da un unico cacciatorpediniere: attaccando la formazione prima da un lato e poi dall'altro, il battello si aggiudicò l'affondamento di quattro delle petroliere. Il 13 aprile il viceammiraglio Lockwood emanò una direttiva che invitava i comandanti dei sommergibili a includere gli stessi cacciatorpediniere di scorta ai convogli tra gli obiettivi da prendere di mira, ordine che lo USS Harder del comandante Samuel David Dealey adempì con decisione: dopo aver silurato a sud-est di Guam lo Ikazuchi quello stesso 13 aprile, tra il 6 e il 9 giugno si aggiudicò in successione l'affondamento di tre cacciatorpediniere (Minazuki, Hayanami e Tanikaze) mentre pattugliava il Passaggio di Sibutu tra le Filippine e il Borneo; Dealey fu insignito della Medal of Honor per la sua azione, ma rimase ucciso il 24 agosto seguente quando l'Harder fu affondato da unità di scorta giapponesi mentre operava con un "branco di lupi" al largo di Dasol.

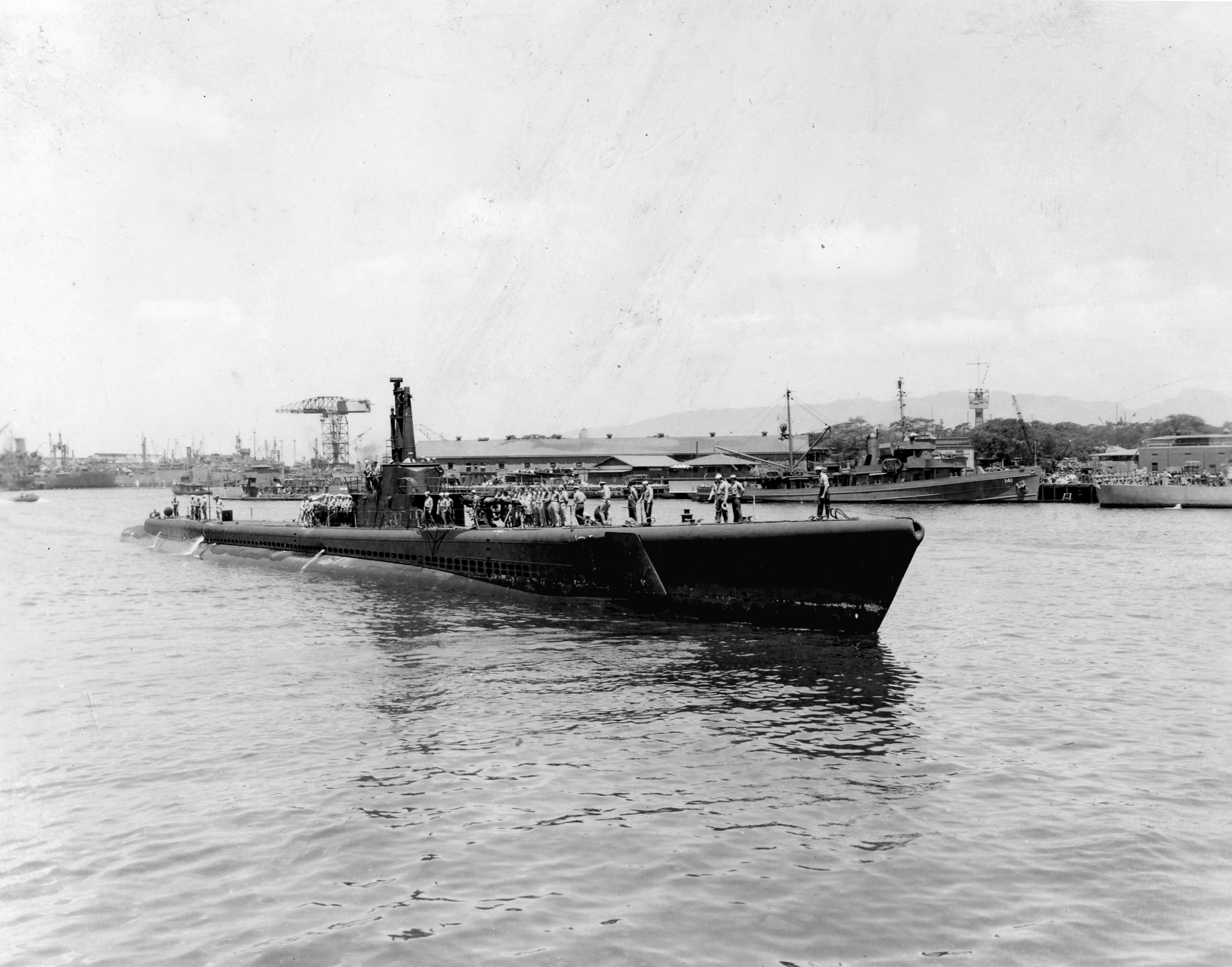
Lo USS Tang mentre rientra alla base a Pearl Harbor nel maggio 1944

Altri due comandanti di sommergibili statunitensi si guadagnarono la Medal of Honor nel 1944. Richard O'Kane, dello USS Tang, si mise in luce nel corso delle azioni contro i convogli di rifornimento diretti alle isole Marianne nel gennaio-febbraio 1944 nonché come membro di un agguerrito "branco di lupi" che operò nel Mar Giallo nel giugno seguente, totalizzando il maggiori numero di affondamenti della guerra per un singolo sommergibile statunitense con 31 navi colate a picco per 227 800 tonnellate. Dopo una nuova serie di successi contro convogli giapponesi in navigazione nello stretto di Formosa, il Tang affondò il 24 ottobre 1944, colpito da un siluro da lui stesso lanciato che, per un malfunzionamento, aveva compiuto una traiettoria a U; O'Kane sopravvisse all'affondamento ma fu catturato dai giapponesi, rimanendo in detenzione fino alla fine della guerra. La terza a Medal of Honor dell'anno andò invece a Lawson P. Ramage dello USS Parche: parte di un "branco di lupi" in azione ne Mar Cinese Meridionale, il 30 luglio il Parche penetrò all'interno di un convoglio giapponese fortemente scortato dando inizio a una violenta azione notturna di superficie nel corso della quale affondò due navi e ne danneggiò altre tre.
Le azioni dei sommergibili stavano iniziando ad avere importanti effetti strategici sull'andamento delle operazioni belliche in generale. I ripetuti attacchi ai convogli di navi da trasporto militari compromisero notevolmente la capacità dei giapponesi di spostare truppe per mare e rinforzare le guarnigioni sulle isole minacciate dagli assalti anfibi statunitensi, come si vide durante gli eventi della campagna delle isole Marianne e Palau: il 29 febbraio 1944 il Trout colò a picco il grosso trasporto truppe Sakito Maru diretto a Saipan con 4 100 soldati nipponici a bordo, mentre il 6 giugno un "branco di lupi" di tre sommergibili decimò un convoglio in rotta per le Marianne colando a picco cinque dei sette trasporti che lo componevano, mandando a fondo più di 3 400 soldati giapponesi oltre ad armamenti pesanti e materiali per il rinforzo delle fortificazioni a terra. La campagna sommergibilistica rese quasi impossibile per i giapponesi rifornire le guarnigioni rimaste tagliate fuori nelle piccole isole del Pacifico aggirate dalla grande avanzata degli statunitensi, causando catastrofiche mancanze di generi alimentari: sull'isola di Wake, mai assaltata dagli statunitensi e capitolata solo alla fine delle ostilità, la carenza di rifornimenti data dagli attacchi dei sommergibili portò circa 1 300 dei 4 000 soldati della guarnigione nipponica alla morte per inedia.

### La decimazione della flotta giapponese

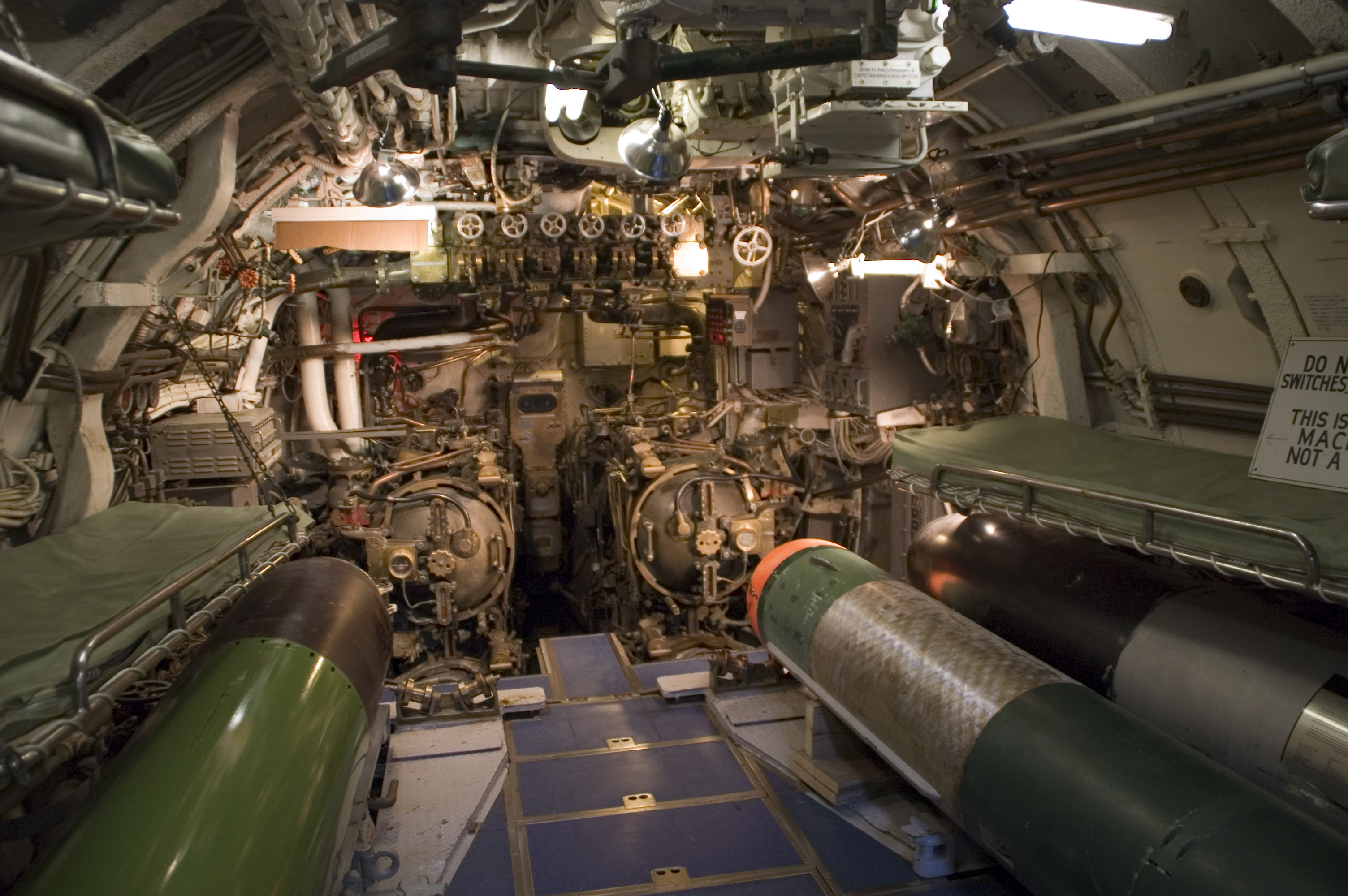
La camera di lancio siluri di prua dello USS Cavalla, preservato come nave museo

I ripetuti attacchi dei sommergibili alle petroliere che trasportavano il loro prezioso carico di carburante dai giacimenti delle Indie olandesi al Giappone obbligarono l'alto comando nipponico a ricollocare, già dalla metà del 1943, il grosso della flotta da battaglia dalle basi nel territorio metropolitano a quelle di Singapore e del Borneo, più vicine ai giacimenti stessi, oltre a imporre severi controlli sui movimenti dei bastimenti al fine di economizzare quanto più possibile il carburante. Questo obbligò tuttavia le formazioni giapponesi a limitare le loro azioni offensive e soprattutto a muoversi attraverso mari e passaggi obbligati infestati di sommergibili nemici, con grave pregiudizio per la segretezza delle loro offensive e per la sicurezza delle stesse navi da guerra. Furono i sommergibili a dare notizia della partenza, il 13 giugno, della flotta nipponica diretta a contrastare gli sbarchi anfibi statunitensi nelle Marianne, consentendo alla US Navy di farsi trovare perfettamente preparata; i battelli subacquei diedero poi un importante contributo alla vittoria statunitense nella seguente battaglia del Mare delle Filippine del 19-20 giugno: lo USS Albacore silurò e colò a picco la portaerei Taiho, mentre poche ore dopo lo USS Cavalla faceva altrettanto con la portaerei Shokaku.
Un contributo non meno importante venne fornito dal Silent Service nell'ottobre seguente. Il 23 ottobre, durante le fasi iniziali della decisiva battaglia del Golfo di Leyte, i sommergibili USS Darter e USS Dace intercettarono al largo dell'isola di Palawan una formazione navale giapponese in rotta per raggiungere la zona prescelta per lo scontro, affondando in rapida successione gli incrociatori pesanti Atago e Maya e danneggiando gravemente l'incrociatore Takao.

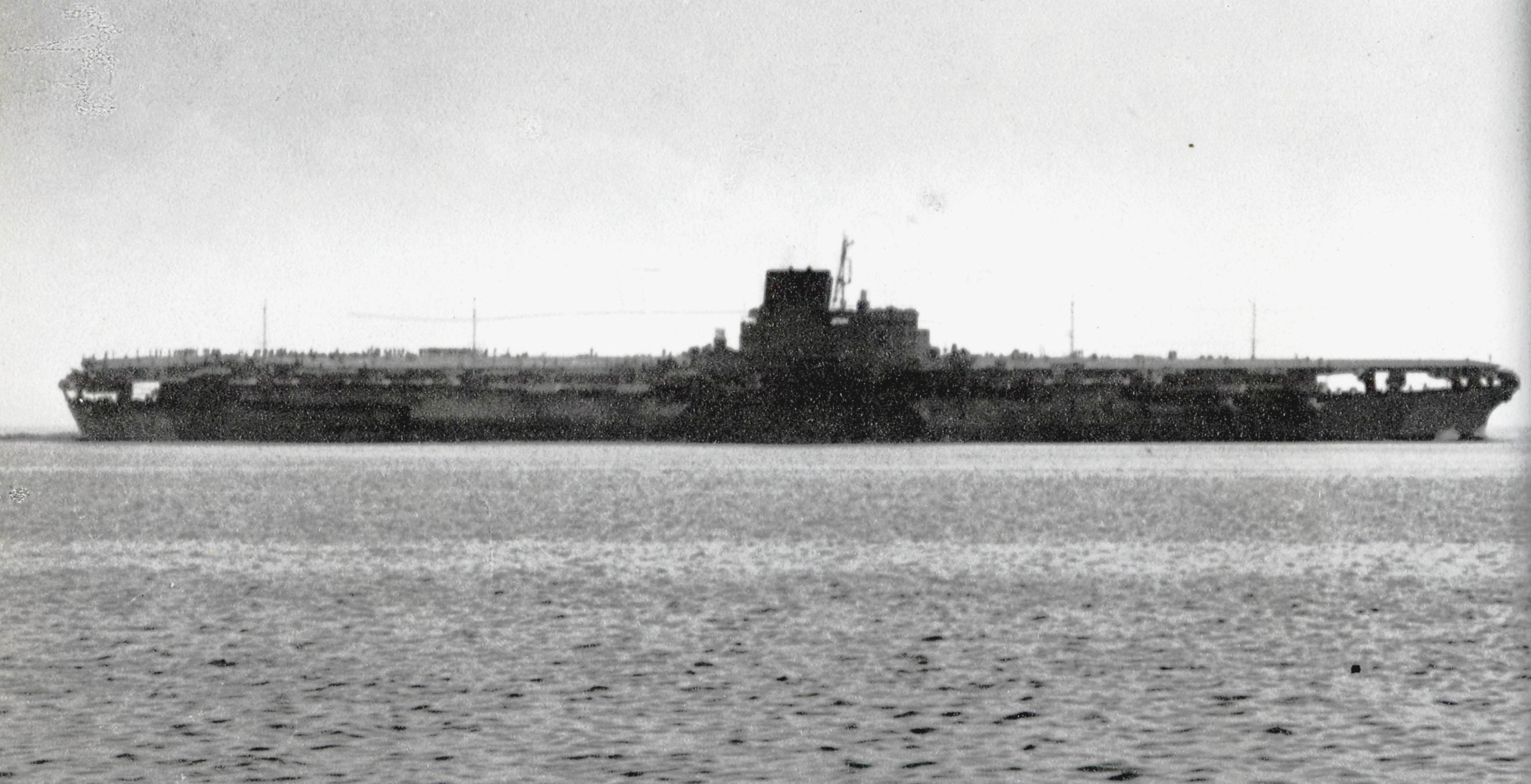
La grande portaerei giapponese Shinano fotografata l'11 novembre 1944 durante le prove in mare; il 29 novembre l'unità sarebbe stata affondata dal sommergibile USS Archerfish

La presenza dei sommergibili nelle regioni del Pacifico occidentale era ormai così capillare che le basi e gli ancoraggi principali dei giapponesi erano tenuti sotto stretta sorveglianza, rendendo impossibile per la Marina imperiale disporre di zone sicure dove collaudare le nuove unità o anche solo eseguire movimenti navali di routine delle proprie navi. Il 17 novembre 1944 la portaerei leggera Shinyo, in servizio da poco più di un anno, fu silurata e affondata dal sommergibile USS Spadefish mentre scortava un convoglio nel Mar Giallo; quattro giorni più tardi, il 21 novembre, lo USS Sealion intercettò una formazione navale nipponica in navigazione nello stretto di Formosa affondando con una fortunata salva di siluri la nave da battaglia veloce Kongo e il cacciatorpediniere Urakaze. Il 29 novembre fu invece lo USS Archerfish ad avvistare una formazione giapponese all'entrata della baia di Tokyo, e passando all'attacco affondò con quattro siluri la portaerei Shinano appena entrata in servizio: con quasi 60 000 tonnellate di dislocamento la Shinano fu la nave da guerra più grande mai affondata da un sommergibile, fatto che valse all'Archerfish una Presidential Unit Citation.
Il 1944 si rivelò un anno nero per la Marina giapponese: il 13 dicembre l'incrociatore pesante Myoko fu silurato dallo USS Bergall al largo della costa dell'Indocina, subendo danni così gravi (l'intera sezione di poppa si staccò e affondò) da rimanere inattivo fino alla fine della guerra; infine, il 19 dicembre la portaerei Unryu, operativa da soli cinque mesi, fu affondata a sud-est di Shanghai dai siluri dello USS Redfish.

### Le missioni "speciali"

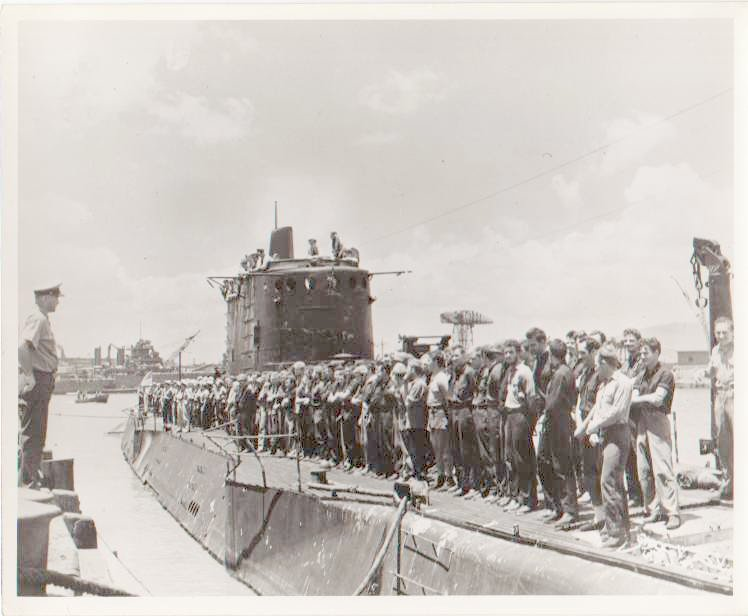
I Marine Raider affollano il ponte dello USS Argonaut al suo rientro a Pearl Harbor dopo il riuscito raid a Makin

Gli attacchi al traffico navale militare e mercantile costituivano la parte centrale del complesso di attività assegnate ai sommergibili statunitensi nel Pacifico, ma questi ultimi si vedevano assegnare anche una gran varietà di missioni di diversa tipologia.
I sommergibili statunitensi furono spesso impiegati per sbarcare piccoli contingenti di personale dietro le linee giapponesi. L'azione di maggiore ampiezza si ebbe tra il 17 e il 18 agosto 1942, quando i grossi sommergibili-incrociatori Argonaut e Nautilus trasportarono 211 incursori dell'unità Marine Raiders presso l'atollo di Makin nelle isole Gilbert: dopo aver preso terra nottetempo con dei gommoni, i Raiders guidarono via radio il fuoco dei cannoni da 152 mm del Nautilus, distruggendo le strutture e i depositi di carburante della locale base giapponese e danneggiando gravemente due navi da trasporto ancorate nella laguna dell'atollo; gli statunitensi rientrarono poi a bordo dei sommergibili e si ritirarono. Benché tatticamente di successo il raid di Makin non fu replicato, ma per tutta la durata della guerra i sommergibili statunitensi portarono a termine numerose missioni di sbarco (circa una novantina) su scala più piccola: queste compresero lo sbarco e il recupero sulle isole controllate dai giapponesi di reparti da ricognizione e informatori locali, nonché lo sbarco di specialisti e rifornimenti a sostegno dei gruppi di resistenza anti-giapponese (in particolare a favore del vasto movimento di Resistenza filippina) o l'evacuazione di gruppi di civili.
I Fleet Submarine statunitensi erano attrezzati per il rilascio e la posa di piccoli sbarramenti di mine navali davanti a porti e passaggi obbligati. La prima missione in tal senso fu portata a termine nell'ottobre 1942 quando lo USS Whale depositò 40 ordigni vicino alle coste metropolitane del Giappone. In totale, nel corso della guerra i sommergibili statunitensi portarono a termine 35 missioni posamine con il rilascio di circa 1 400 ordigni: un numero relativamente contenuto a dispetto della disponibilità di sommergibili adatti allo scopo, perché nelle fasi finali della guerra l'accresciuta disponibilità di basi aeree vicine al Giappone consentiva agli Alleati di impiegare in questo scopo i velivoli da bombardamento, una metodologia più "vistosa" rispetto alle azioni occulte dei battelli subacquei ma meno costosa e più rapida e flessibile.

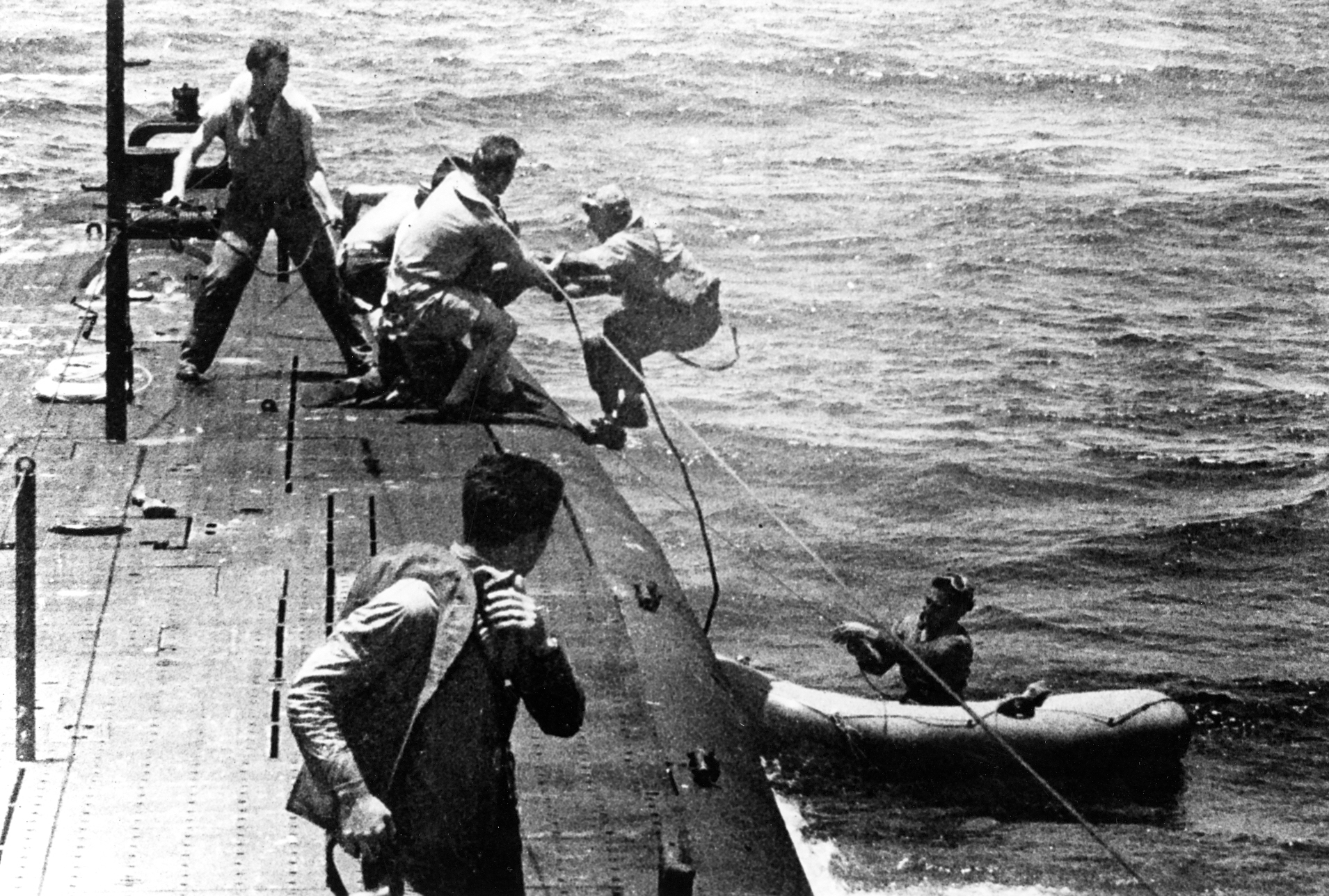
Un aviatore statunitense abbattuto è preso a bordo dello USS Tang al largo di Truk nel maggio 1944

Il diminuire della minaccia aerea da parte dei giapponesi negli ultimi mesi del conflitto fece incrementare gli attacchi con il cannone da parte dei sommergibili statunitensi, in particolare durante le missioni vicino alle aree costiere dove il grosso del traffico mercantile era costituito da sampan, giunche e piccoli bastimenti in legno contro i quali impiegare i siluri era del tutto sproporzionato; verso la fine del conflitto non furono pochi i sommergibili statunitensi che aumentarono la loro dotazione di artiglieria a due cannoni da 127 mm e due pezzi automatici da 40 mm. L'impiego dei cannoni per bombardare bersagli a terra fu invece un fenomeno più raro, benché non assente; tra le azioni più eclatanti, nel giugno 1945 lo USS Barb compì una campagna di bombardamenti di strutture industriali giapponesi nel nord di Hokkaidō, nel Karafuto e nelle isole Curili impiegando anche uno sperimentale lanciarazzi da 130 mm.
Missioni non propriamente offensive, ma ciononostante di notevole utilità bellica, furono portate avanti dai sommergibili durante le fasi di pianificazione delle grandi operazioni statunitensi di assalto anfibio nel teatro del Pacifico: sfruttando la loro furtività, i sommergibili dovevano condurre ricognizioni delle zone prescelte per gli sbarchi, svolgendo rilievi idrografici dei fondali, misurando le maree e le correnti, e scattando fotografie dal periscopio delle coste stesse e delle strutture nemiche a terra, tutti elementi indispensabili per pianificare l'impiego sottocosta di flotte composte da migliaia di navi e mezzi da sbarco di ogni dimensione. Molto importanti sul piano psicologico furono infine le missioni di soccorso agli equipaggi degli aerei abbattuti sul mare o costretti ad ammarare: dopo i primi salvataggi fortuiti eseguiti durante normali pattugliamenti offensivi dei sommergibili, i comandi statunitensi pianificarono missioni specifiche a ciò durante le grandi incursioni aeree contro le isole in mano ai giapponesi, nel corso delle quali i battelli dovevano sostare nelle vicinanze degli obiettivi pronti a soccorrere gli equipaggi dei velivoli precipitati in mare. In totale furono 504 gli aviatori alleati salvati dai sommergibili statunitensi, 31 dei quali recuperati dal solo USS Tigrone, un battello classe Tench entrato in servizio nell'ottobre 1944.

### Il contributo della Royal Navy

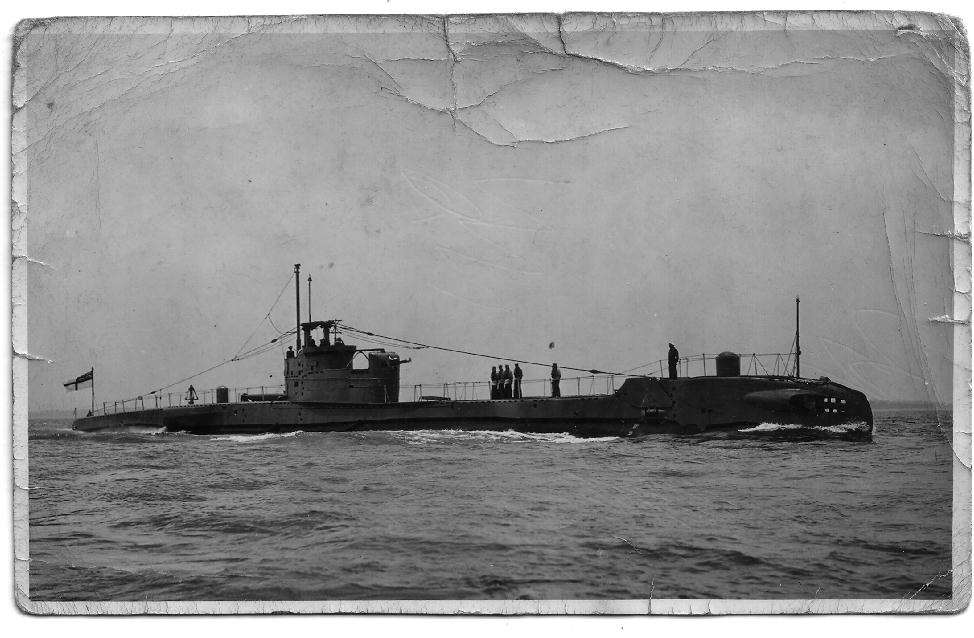
Lo HMS Tally-Ho, un battello britannico classe T molto attivo nelle operazioni contro i giapponesi

I primi sommergibili della Royal Navy fecero capolino nelle operazioni belliche contro il Giappone solo nel gennaio 1942, quando un paio di battelli richiamati dal teatro bellico del Mediterraneo presero parte alle operazioni nelle Indie olandesi; lo HMS Truant si aggiudicò i primi successi dei battelli subacquei britannici contro il nuovo nemico colando a picco, il 1º aprile 1942, nello stretto di Malacca i mercantili Yae Maru da 6 780 tonnellate e Shunsei Maru da 4 939 tonnellate.
Sotto il controllo della Eastern Fleet schierata nell'Oceano Indiano fu attivata la 4th Submarine Flotilla con base nei porti di Colombo e Trincomalee nell'isola di Ceylon, con area di competenza estesa non solo allo stesso Oceano Indiano ma anche allo stretto di Malacca e alle coste occidentali di Sumatra; il numero di battelli rimase però basso, e ancora nel gennaio 1943 la forza comprendeva solo 11 sommergibili, principalmente unità olandesi fuggite in Australia alla capitolazione di Giava o trasferite dalle acque europee. Il numero di battelli crebbe verso la fine del 1943, con il ridursi delle attività nel bacino del Mediterraneo: nel febbraio 1944 la Eastern Fleet disponeva di 16 sommergibili, saliti poi a 31 nel gennaio 1945 quando una seconda flottiglia (2nd Submarine Flotilla) fu attivata a Ceylon; un'altra decina di unità britanniche riunite nell'8th Submarine Flotilla fu invece trasferita, nell'agosto 1944, nelle basi di Fremantle ed Exmouth in Australia per operare nel teatro del Mar di Giava sotto l'egida della United States Seventh Fleet. L'ultima riorganizzazione si ebbe nell'aprile 1945: la 2nd Flotilla rimase a Ceylon con assegnati 22 sommergibili operativi nell'Oceano Indiano, la 4th Flotilla operava 10-12 sommergibili nel Mare di Giava a partire dalle basi australiane, mentre l'8th Flotilla si spostò nella base di Subic Bay nelle Filippine per operare nel Mar Cinese con una decina di battelli.

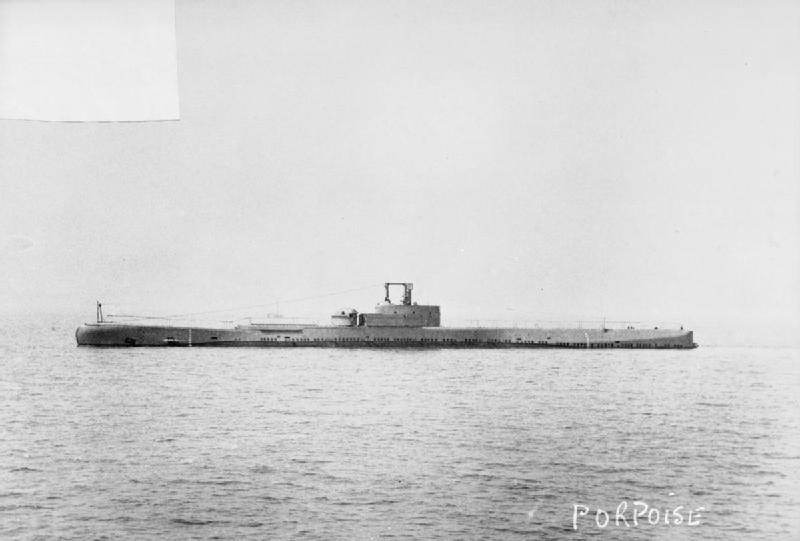
Il sommergibile posamine HMS Porpoise; affondato da aerei giapponesi il 16 gennaio 1945, fu l'ultimo sommergibile britannico ad andare perduto in mare per azione nemica

Salvo che nello stretto di Malacca, il teatro operativo dell'Oceano Indiano non vedeva la presenza di grandi rotte mercantili giapponesi, e il grosso del traffico navale nipponico si riduceva a missioni di rifornimento e trasporto truppe a Rangoon e nelle isole Andamane tramite piccoli trasporti costieri, contro cui i battelli britannici impegnavano più il cannone che i siluri. Più trafficate erano le acque delle Isole della Sonda, dove i bersagli abbondavano ma le acque presentavano bassifondi e secche insidiosi per i sommergibili: tra l'8 e il 16 ottobre 1944 a nord di Celebes lo HMS Sturdy mandò a fondo a colpi di cannone una dozzina di piccoli mercantili costieri e un peschereccio armato, ma in successivi pattugliamenti per ben due volte riportò danni dopo essersi incagliato mentre inseguiva dei bersagli in acque costiere. Non mancarono tuttavia scontri con le unità della Marina imperiale, soprattutto nella zona dello stretto di Malacca: tra i maggiori successi, l'11 gennaio 1944 il sommergibile HMS Tally-Ho silurò e affondò al largo di Penang l'incrociatore leggero Kuma, il 27 gennaio seguente lo HMS Templar danneggiò gravemente l'incrociatore leggero Kitakami sempre davanti Penang e l'8 giugno 1945 lo HMS Trenchant mandò a picco nello Stretto di Bangka l'incrociatore pesante Ashigara.
Un bersaglio particolare dei battelli alleati nell'Oceano Indiano divennero i sommergibili tedeschi del Gruppe Monsun, un distaccamento di U-Boot permanentemente dislocato a Penang, come pure i "sommergibili mercantili" (giapponesi, ma anche tedeschi e italiani) che tentavano di mantenere uno scambio di materie prime strategiche e progetti di armamenti tra le principali Potenze dell'Asse. Furono ottenuti vari successi: il 13 novembre 1943 lo HMS Taurus sorprese e affondò il sommergibile da trasporto giapponese I-34, la cui partenza da Penang per l'Europa era stata rilevata dal sistema di intercettazioni "Ultra"; il 14 febbraio 1944 il Tally-Ho affondò nello stretto di Malacca il sommergibile mercantile tedesco U.It. 23 (ex Reginaldo Giuliani catturato dopo l'armistizio dell'Italia); il 6 ottobre 1944 l'olandese Zwaardvisch mandò a fondo il sommergibile tedesco U-168.

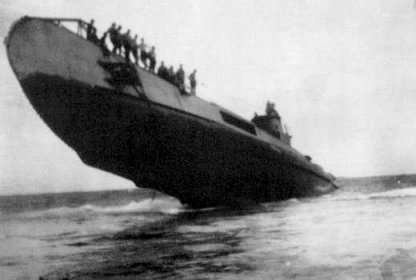
L'olandese O 19 finito incagliato su un bassofondo delle Spratly nel luglio 1945

Anche i battelli britannici e olandesi furono impegnati in missioni "speciali", sbarcando sabotatori e agenti dell'intelligence nelle zone occupate dai giapponesi, posando mine davanti ai porti nemici e fungendo da battelli di salvataggio per i velivoli abbattuti nelle grandi incursioni aeronavali della Eastern Fleet contro le installazioni petrolifere giapponesi a Sumatra. A differenza degli statunitensi, i britannici svilupparono vari tipi di "sommergibili tascabili" adatti a incursioni all'interno dei porti nemici, alcuni dei quali furono impegnati nel teatro asiatico. Nella notte tra il 27 e il 28 ottobre 1944 il sommergibile Trenchant trasportò due "chariot" (siluri pilotati sviluppati a partire dall'italiano siluro a lenta corsa) davanti al porto di Phuket in Thailandia: i sabotatori britannici penetrarono nella rada e affondarono con cariche esplosive due mercantili giapponesi, rientrando poi con successo sul Trenchant. Nella notte tra il 30 e il 31 luglio 1945 due sommergibili tascabili classe XE penetrarono all'interno del porto di Singapore, e uno di essi riuscì a depositare cariche esplosive sotto lo scafo dell'incrociatore pesante Takao danneggiandolo in maniera così grave che la nave non riprese più il mare; il tenente di vascello Ian Edward Fraser e il sottocapo James Joseph Magennis, l'equipaggio del sommergibile XE-3 autore dell'azione, ricevettero entrambi una Victoria Cross, massima onorificenza britannica.
Tre sommergibili britannici e uno olandese andarono perduti durante le operazioni contro i giapponesi nell'ultima fase della guerra: lo HMS Stonehenge scomparve in mare per cause sconosciute nel marzo 1944 mentre pattugliava l'entrata dello stretto di Malacca, il 22 novembre 1944 lo HMS Stratagem fu colato a picco da unità di scorta giapponesi nello stretto di Malacca, il 16 gennaio 1945 il posamine HMS Porpoise fu affondato da aerei giapponesi davanti Penang, l'8 luglio 1945 l'olandese Hr. Ms. O 19 rimase incagliato su un bassofondo delle Isole Spratly mentre era in rotta per Subic Bay e dovette essere abbandonato.

### Azioni finali

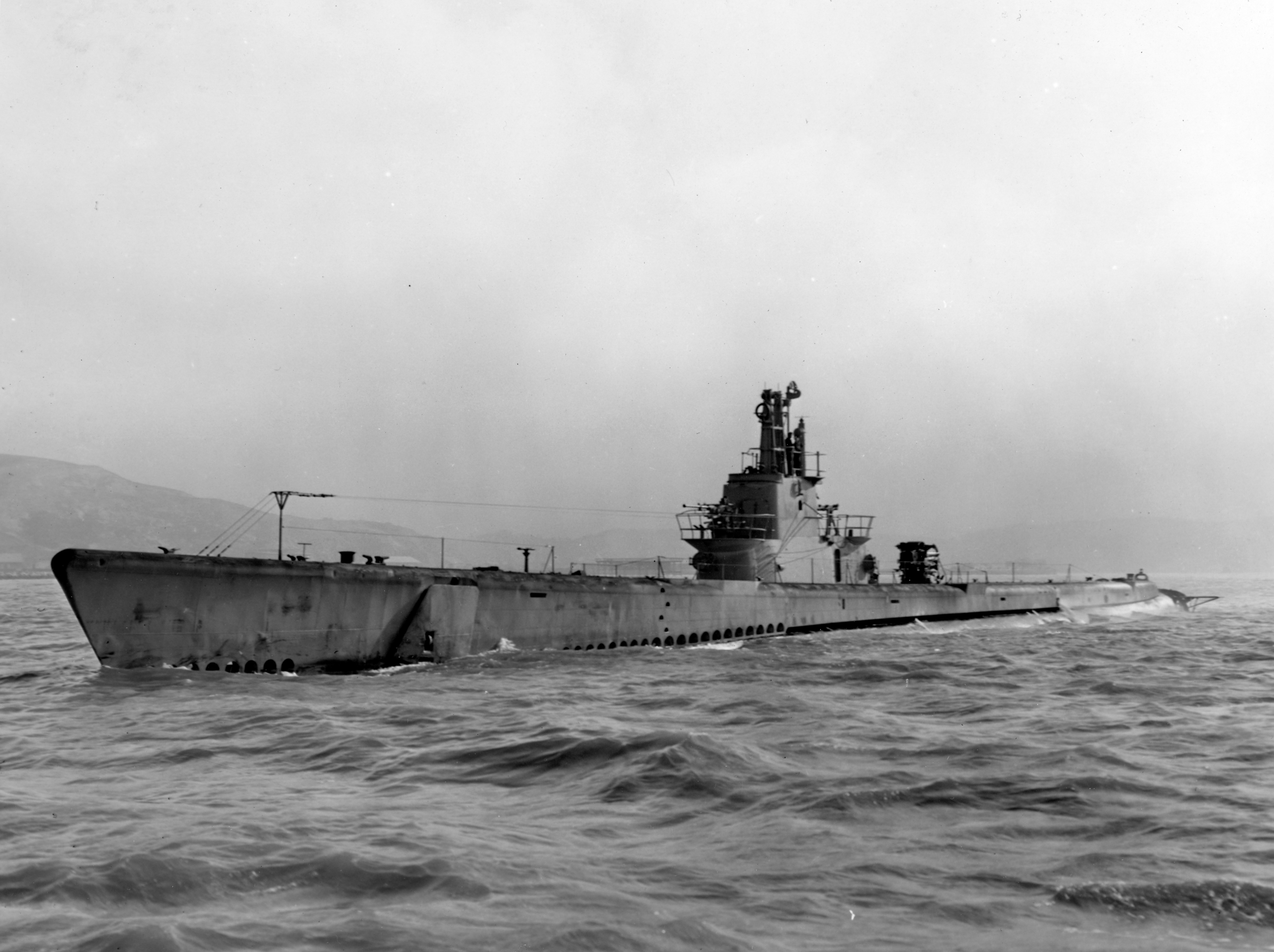
Lo USS Barb in navigazione nel maggio 1945

All'inizio del 1945 la situazione dei traffici commerciali nipponici era praticamente catastrofica. Con lo sbarco delle forze statunitensi a Luzon in gennaio e la progressiva liberazione delle Filippine, gli Alleati venivano a disporre di basi aeronavali poste proprio in mezzo alle rotte che collegavano il Giappone alle sue fonti di materie prime nel Sud-est asiatico, consentendo non solo ai sommergibili ma anche alle formazioni di navi di superficie e ai velivoli di intervenire in forze contro i convogli di mercantili. I sommergibili erano ormai in competizione per aggiudicarsi i bersagli migliori, oltre a dover sfidare altri tipi di insidie: i pochi trasporti nipponici che ancora tentavano la traversata dovevano percorre la rotta litoranea che bordeggiava la costa cinese, frastagliata, poco illuminata e piena di campi minati, pericolosa tanto per loro quanto per i sommergibili che li braccavano. Questo tuttavia non fermava i comandanti più aggressivi: il 22 gennaio 1945 Eugene B. Fluckey condusse il Barb all'interno del porto di Namkwan per attaccare un grosso convoglio giapponese che qui aveva gettato l'ancora per la notte; muovendosi attraverso le scogliere e i campi minati in un fondale non più profondo di 10 metri, il Barb lanciò una sventagliata di siluri centrando non meno di sei unità nemiche tra petroliere e navi trasporto munizioni, per poi ritirarsi ad alta velocità senza aver riportato alcun danno. Per l'azione Fluckey ottenne una Medal of Honor e il Barb una Presidential Unit Citation.
Il cerchio degli Alleati si era ormai stretto attorno alle isole giapponesi, nelle cui acque i sommergibili statunitensi imperversavano. Dopo aver affondato mercantili davanti a Kagoshima e Nagasaki, il 15 aprile 1945 il comandante George L. Street III condusse lo USS Tirante, un battello della nuova classe Tench alla sua prima missione operativa, dentro alla rada di Jeju; schivando ostruzioni e campi minati, il Tirante silurò una nave trasporto munizioni carica, e mentre sfilava via indenne mandò a picco due corvette giapponesi che tentavano di dargli la caccia. A Street fu conferita l'ultima Medal of Honor concessa a un sommergibilista statunitense.
Dopo la perdita del Wahoo nell'ottobre del 1943, nessun sommergibile statunitense si era più spinto nel bacino chiuso del Mar del Giappone, visto che si riteneva che i campi minati disposti negli stretti d'accesso fossero troppo pericolosi per essere sfidati; dopo che i tecnici statunitensi ebbero messo a punto un apparecchio di rilevazione delle mine, tuttavia, il viceammiraglio Lockwood preparò per il maggio 1945 una scorreria nel bacino con tre distinti "branchi di lupi" di tre sommergibili ciascuno. Guidati dallo USS Sea Dog, i sommergibili statunitensi passarono attraverso i campi minati dello stretto di Tsushima il 27 maggio e per i successivi dodici giorni imperversarono in lungo e in largo per il Mar del Giappone, mandando a fondo 27 mercantili per quasi 58 000 tonnellate e un sommergibile giapponese; verso la fine del pattugliamento lo USS Bonefish si separò dal gruppo per andare a compiere una scorreria solitaria nella baia di Toyama, dove tuttavia il 18 giugno fu affondato da unità di scorta giapponesi.
Si era ormai alle battute finali della guerra. Nel luglio 1945 un altro "branco di lupi" di sommergibili statunitensi penetrò nel Mar del Giappone, mandando a fondo nei successivi due mesi otto mercantili e due navi scorta senza subire perdite. Il 5 agosto il viceammiraglio Lockwood ordinò a tutti i sommergibili nei dintorni del Giappone di portarsi con effetto immediato ad almeno 100 miglia di distanza dalla costa di Kyūshū; il senso di questo ordine venne compreso il giorno seguente quando un bombardiere statunitense lanciò una bomba atomica su Hiroshima, azione ripetuta poi il 9 agosto seguente su Nagasaki. Il 6 agosto lo USS Bullhead scomparve in mare mentre pattugliava il Mar di Giava, divenendo l'ultimo sommergibile statunitense ad andare perduto in guerra nel Pacifico. L'ultima battaglia si ebbe il 14 agosto: lo USS Torsk, in pattugliamento davanti Amarube Saki, mandò a fondo un paio di corvette giapponesi impiegando dei nuovi e sperimentali siluri a guida acustica Mark 28. Il giorno seguente, 15 agosto, il Giappone accettò i termini di resa offerti dagli Alleati.

## Bilanci

### Una campagna vittoriosa

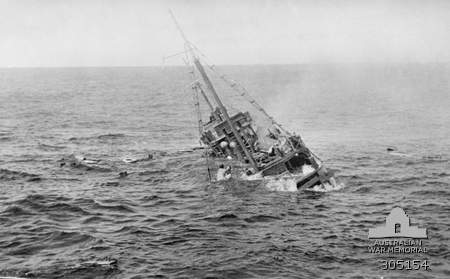
Un bastimento giapponese cola a picco dopo essere stato cannoneggiato dallo USS Tambor nel 1944

La campagna sommergibilistica degli Alleati nel Pacifico fu l'esempio di guerra sottomarina indiscriminata di maggior successo della storia. Come il Regno Unito, il Giappone era un impero marittimo, fortemente dipendente dai traffici commerciali via mare per quanto riguardava una lunga serie di prodotti: dai beni industriali come ferro, bauxite, nichel, manganese e altri, ai carburanti come petrolio e carbone. Perfino una grossa fetta dei consumi alimentari dipendeva dai commerci marittimi: nel 1941 il Giappone doveva importare via mare quasi tutto il fabbisogno di zucchero e soia, il 20% del grano e il 17% del riso consumati dalla popolazione. Questo enorme problema economico fu completamente sottovalutato dalla dirigenza giapponese: nel 1941 il volume delle importazioni annuali del Giappone ammontava a circa 48 700 000 tonnellate di merci varie, per garantire il quale era necessaria una flotta commerciale con una capacità di almeno 10 000 000 di tonnellate di stazza; al momento di entrare in guerra, tuttavia, la capacità di trasporto della flotta mercantile nipponica si aggirava su poco più di 6 000 000 di tonnellate di stazza, meno di un terzo della consistenza della flotta mercantile britannica nel 1939 (circa 9 500 navi per più di 21 000 000 di tonnellate).
Ad aggravare il problema, la Marina imperiale fece troppo poco per proteggere questa arteria vitale per la nazione: il numero delle navi scorta rimase sempre troppo ridotto per far fronte alle reali necessità della guerra, e le loro caratteristiche in fatto di armamenti e capacità non furono mai particolarmente elevate; non furono mai adottate, se non in forme insufficienti, tattiche innovative nel contrasto ai sommergibili come la costituzione di gruppi navali di ricerca e distruzione per "dare la caccia ai cacciatori" o l'integrazione di portaerei di scorta nei convogli per garantire copertura aerea a corta distanza ai mercantili, tutte cose divenute comuni per gli Alleati nella loro battaglia in Atlantico con i sommergibili tedeschi. Persino l'adozione di una misura basilare come la riunione dei mercantili in convogli scortati tardò a essere implementata, venendo adottata sistematicamente solo nel 1943 inoltrato; ritardi difficili da spiegare, soprattutto considerando che i giapponesi potevano trarre lezione non solo dall'esperienza degli Alleati nella prima guerra mondiale, ma anche da quella dei britannici in Atlantico nei due anni che precedettero l'entrata in guerra del Giappone. Al suo picco, il livello delle misure giapponesi per la protezione del traffico mercantile risultò di gran lunga inferiore e molto meno efficace di quello raggiunto dagli anglo-statunitensi già alla fine del 1942.

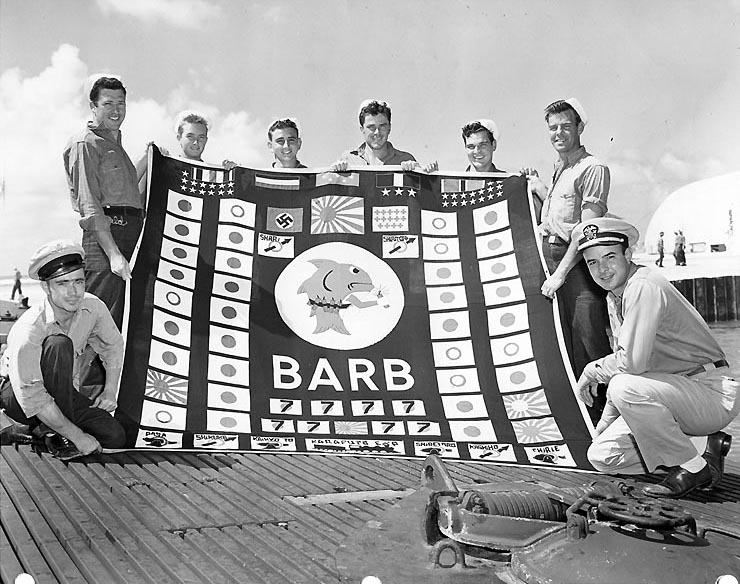
L'equipaggio dello USS Barb mostra la bandiera cerimoniale dell'unità nell'agosto 1945: ogni bandierina giapponese rappresenta una nave affondata o danneggiata

Il risultato di questa trascuratezza fu il disastro. Nonostante l'avvio di un cospicuo programma di nuove costruzioni navali con cui compensare le perdite, la capacità di trasporto della flotta mercantile calò dai più di 6 000 000 di tonnellate del periodo prebellico a circa 5 000 000 di tonnellate già alla fine del 1943 per poi crollare, un anno più tardi, a meno di 3 000 000 di tonnellate. Quando infine il Giappone capitolò nell'agosto 1945, la flotta mercantile nipponica annoverava sulla carta una capacità di carico di meno di 2 000 000 di tonnellate, ma tenendo conto solo dei vascelli effettivamente in grado di trasportare un carico il totale scendeva a circa 312 000 tonnellate di stazza lorda. Considerando solo gli affondamenti di mercantili da più di 500 tonnellate di stazza lorda, gli Alleati mandarono a picco durante tutto il conflitto navi nipponiche per circa 8.897 000 tonnellate; i sommergibili alleati raccolsero la maggior parte dei successi, con 4.861 000 tonnellate di naviglio commerciale distrutto (il 54,64% del totale, pari a oltre 1 000 navi di ogni tipo), mentre altre 1 452 900 tonnellate (16,33%) furono attribuite agli attacchi dell'aviazione imbarcata su portaerei, 1 293 200 tonnellate (14,54%) agli aerei di base a terra e 1.289 500 tonnellate (14,49%) ad altre cause. La parte del leone in questi successi spettava ai mezzi statunitensi, del resto largamente preponderanti quanto a numeri; un 2% degli affondamenti realizzati da sommergibili fu comunque attribuito all'azione dei mezzi degli altri paesi alleati. Il mese con più affondamenti fu l'ottobre del 1944, quando i sommergibili statunitensi spedirono sul fondo dell'oceano 66 mercantili da più di 500 tonnellate di stazza lorda per un totale complessivo di 321 000 tonnellate.
Il massacro della flotta mercantile nipponica portò a una drammatica carenza di materie prime in patria. Entro il 1944 il volume delle importazioni del Giappone era calato dai 48 700 000 tonnellate del periodo prebellico a circa 17 150 000 tonnellate, raggiungendo negli ultimi giorni di guerra la catastrofica cifra di 7 100 000 tonnellate. Negli ultimi mesi di guerra i sommergibili, le forze navali di superficie e l'aviazione degli Alleati imposero a tutti gli effetti un vero e proprio blocco navale alle isole dell'arcipelago giapponese: nel solo mese di luglio 1945 gli Alleati mandarono a fondo 139 navi mercantili e ausiliarie giapponesi per un totale di 298 223 tonnellate, di cui però solo tre navi per 2 820 tonnellate furono affondate fuori dalle acque territoriali del Giappone stesso. In combinazione con la massiccia campagna (significativamente denominata operazione Starvation) di minamento per via aerea dei porti giapponesi affacciati sul lato orientale dell'arcipelago, da cui passava il maggior volume di merci, gli attacchi alleati al traffico navale nipponico causarono un considerevole calo della produttività delle industrie nipponiche, della disponibilità di prodotti finiti (sia militari che non) e di carburante, ma anche una drammatica carenza di beni alimentari con cui sostenere la popolazione locale. Nell'estate del 1945 gli abitanti del Giappone erano ormai alla fame: la perdita di peso media si aggirava sui 9 chili per i due terzi della popolazione, e la carenza di cibo favoriva lo scoppio di gravi malattie come la tubercolosi. Secondo alcuni calcoli, se la guerra si fosse prolungata anche nel 1946 circa 7 milioni di giapponesi avrebbero probabilmente perso la vita per cause legate alla malnutrizione.
Anche la Marina imperiale giapponese ebbe notevolmente a soffrire per gli attacchi dei sommergibili degli Alleati. Durante tutto l'arco della guerra i sommergibili statunitensi si aggiudicarono l'affondamento di 201 unità militari navali, comprese navi minori e ausiliarie, per un totale di 540 192 tonnellate di dislocamento globale; gli affondamenti comprendevano quattro portaerei, quattro portaerei di scorta, una nave da battaglia, tre incrociatori pesanti, nove incrociatori leggeri, 38 cacciatorpediniere e 23 sommergibili.

### Il costo per gli Alleati
Nel corso dell'intero conflitto la US Navy ebbe in servizio un totale di 288 sommergibili, dai vecchi battelli della prima guerra mondiale ai moderni Fleet Submarine della classe Tench, di cui 263 svolsero almeno una missione di guerra e 185 affondarono almeno una nave nemica. A riprova del fatto che il Pacifico fu il teatro di guerra principale per il Silent Service statunitense, solo tre dei 52 sommergibili affondati durante la guerra andarono perduti nelle acque dell'Atlantico (due per incidenti e uno per cause sconosciute); dei 49 sommergili perduti nel Pacifico, 15 furono distrutti da navi di superficie o altri sommergibili, 6 da aerei, 4 da azioni combinate di navi e aerei, 6 dall'urto con mine, 10 per cause sconosciute e 8 per incidenti di varia natura. Il rateo di perdite nei ranghi della flotta sommergibilistica statunitense si attestò quindi su un 18% della forza complessiva: una percentuale piuttosto ridotta, se paragonato al tasso di perdite delle equivalenti flotte sommergilistiche della Royal Navy (75 battelli, pari al 35% della forza complessiva), della Regia Marina (89 battelli, pari al 57,8%) o della Kriegsmarine (766 battelli, pari al 66,2%); gli statunitensi mandarono a picco una media di 28,4 navi nemiche di ogni tipo per ogni loro sommergibile perduto, il risultato più elevato tra tutte le marine militari partecipanti al conflitto.
La Royal Navy britannica perse in azioni di guerra contro il Giappone tre sommergibili, con altre due unità radiate per i danni subiti in servizio; la Koninklijke Marine perse negli scontri con i giapponesi un totale di nove sommergibili per azioni nemiche, incidenti o autoaffondamenti, con altri tre battelli radiati perché troppo obsoleti.
Il costo in termini di vite umane per il corpo sommergibilistico statunitense non fu indifferente. Durante il conflitto il Silent Service ebbe in servizio circa 30 000 uomini; dai campi di prigionia nipponici fu possibile recuperare, alla fine della guerra, solo 168 sommergibilisti presi prigionieri, spesso dopo anni passati in condizioni di detenzione tremende e in condizioni di salute precarie, attestando il totale dei caduti in servizio a più di 3 500 uomini. In 37 casi un sommergibile statunitense scomparve in mare con la perdita dell'intero equipaggio imbarcato.

## Nella cultura di massa
Le operazioni dei sommergibili statunitensi nel Pacifico durante la seconda guerra mondiale sono state spesso il soggetto per numerosi film di Hollywood; un ricco filone di "film di sommergibili" prese piede negli anni 1950, grazie a una concomitanza di fattori: il clima politico favorevole, l'interesse di registi e attori di un certo rilievo, e la collaborazione della stessa US Navy che mise a disposizione per le riprese diversi battelli, spesso Fleet Submarine veterani delle operazioni nel Pacifico e ormai in via di radiazione dal servizio attivo. Tra i principali titoli, si ricordano:
- Destinazione Tokio (Destination Tokyo, 1943), regia di Delmer Daves;
- Lo squalo tonante (Operation Pacific, 1951), regia di George Waggner;
- Immersione rapida (Torpedo Alley, 1952), regia di Lew Landers;
- Le pantere dei mari (Hellcats of the Navy, 1957), regia di Nathan Juran;
- Mare caldo (Run Silent, Run Deep, 1958), regia di Robert Wise;
- Inferno sul fondo (Torpedo Run, 1958), regia di Joseph Pevney;
- La battaglia del Mar dei Coralli (Battle of the Coral Sea, 1959), regia di Paul Wendkos;
- Operazione sottoveste (Operation Petticoat, 1959), regia di Blake Edwards;
- Quota periscopio (Up periscope, 1959), regia di Gordon Douglas.

In due titoli della fortunata serie di videogiochi simulatori di sottomarini Silent Hunter (il primo e il quarto gioco della serie, rispettivamente pubblicati nel 1996 e nel 2007) il giocatore è ai comandi di un sommergibile statunitense impegnato contro i giapponesi nel Pacifico. Altri videogiochi di simulazione riguardanti i sommergibili statunitensi nel Pacifico comprendono Gato (1984), Silent Service (1985) e Up Periscope! (1986).
Otto sommergibili statunitensi veterani delle operazioni del Pacifico sono stati preservati come navi museo: lo USS Pampanito (classe Balao), esposto nel porto di San Francisco; lo USS Torsk (classe Tench), esposto nel porto di Baltimora; lo USS Drum (classe Gato), esposto a terra a Mobile; lo USS Bowfin (classe Balao), esposto a Pearl Harbor; lo USS Silversides (classe Gato), esposto nel porto di Muskegon; lo USS Cod (classe Gato), esposto a terra a Cleveland; lo USS Batfish (classe Balao), esposto a terra a Muskogee; lo USS Cavalla (classe Gato), esposto a terra a Galveston.

### Annotazioni
1. ↑  L'Australia costituì un piccolo corpo sommergibilistico nel 1927 con due battelli classe Odin costruiti nel Regno Unito, ma questo fu sciolto nel 1931 a causa della grave situazione economica interna data dalla crisi del 1929 e le navi furono restituite ai britannici. Vedi Da Frè, p. 220.
2. ↑  Lo sviluppo dei battelli subacquei olandesi aveva seguito due modelli prestabiliti: sommergibili costieri di piccola stazza destinati alle operazioni nelle acque europee, designati con la lettera O (da Onderzeeboot, "sommergibile" in lingua olandese) e un numero progressivo in cifre arabe, e battelli di maggior dislocamento e autonomia destinati alle operazioni nelle colonie d'oltremare, indicati con la lettera K (da Koloniën) e un numero in cifre romane; la distinzione fu abbandonata nel 1937 quando tutti i nuovi sommergibili ricevettero la designazione di tipo "europeo". Vedi Poolman, p. 146.
3. ↑  La flotta sommergibilistica giapponese aveva 64 battelli in servizio al dicembre 1941, e altri 126 si aggiunsero a ostilità iniziate. Vedi Da Frè, p. 471.
4. ↑  Bagnasco, p. 56, fa notare come anche la Kriegsmarine tedesca, l'altra grande forza sommergibilistica del secondo conflitto mondiale, andò incontro tra il 1939 e il 1940 a un'analoga "crisi dei siluri" dovuta ai medesimi problemi tecnici degli statunitensi (malfunzionamento del regolatore di quota del siluro), mentre invece nulla di simile si verificò presso altre forze sommergibilistiche come quella britannica, italiana, sovietica, giapponese o francese.
5. ↑  Nel corso di un'azione notturna in superficie contro un convoglio, il Growler entrò in collisione con una nave scorta giapponese la quale sventagliò di colpi di mitragliatrice la torre di comando del battello; ferito e impossibilitato a rientrare sottocoperta, Gilmore ordinò al sommergibile di immergersi comunque, salvando la nave ma sparendo tra i flutti. Vedi Poolman, pp. 115-116.
6. ↑  In media i gruppi statunitensi riunivano tre o quattro sommergibili e comunque mai più di sette, quando i "branchi" tedeschi comprendevano una dozzina o più di unità; vedi Bagnasco, p. 60.
7. ↑  La questione di quale sia stato il sommergibile statunitense con più affondamenti al suo attivo è discussa, anche perché i totali calcolati durante il periodo di guerra furono poi rivisti e corretti quando divennero disponibili i documenti dei giapponesi. Secondo alcune fonti, il primato degli affondamenti andrebbe allo USS Tautog per numero di navi (26 unità giapponesi per un totale di 72 606 tonnellate) e allo USS Flasher per tonnellaggio complessivo (17 mercantili per 89 687 tonnellate di stazza e 4 navi militari per 10 544 tonnellate di dislocamento); vedi Bagnasco, pp. 61-62.
8. ↑  Un altro sommergibile statunitense, lo USS Tullibee, era andato perduto il 26 marzo 1944 a nord delle Palau per un incidente del tutto simile con un suo siluro; vedi Bagnasco, p. 55.
9. ↑  Mentre inseguiva il danneggiato Takao per finirlo, il 24 ottobre il Darter finì incagliato su una secca e dovette essere abbandonato e distrutto dall'equipaggio.
10. ↑  Ovvero "fame" in lingua inglese.

### Fonti
1. 1 2 3 4 5  Bagnasco, p. 66.
2. 1 2 3 4 5 6  (EN) Campaign summaries of Worl War 2 - Indian Ocean & South East Asia - Part 2 of 2 - 1943-1945, su naval-history.net. URL consultato il 5 dicembre 2020.
3. 1 2 3 4 5 6 7  (EN) Allies in adversity, Australia and the Dutch in the Pacific War: Dutch submarines in Australian waters, su awm.gov.au. URL consultato il 22 novembre 2020.
4. 1 2 3 4 5  Poolman, p. 142.
5. 1 2  Bagnasco, p. 56.
6. ↑  Da Frè, p. 528.
7. ↑  Poolman, p. 96.
8. ↑  Bagnasco, p. 50.
9. 1 2  Bagnasco, pp. 50-51.
10. ↑  Da Frè, p. 529.
11. 1 2  Da Frè, pp. 529-533.
12. ↑  Poolman, p. 95.
13. ↑  Da Frè, pp. 570-571.
14. ↑  Poolman, pp. 95-96.
15. ↑  Poolman, p. 12.
16. ↑  Poolman, p. 50.
17. ↑  Da Frè, pp. 167-171.
18. ↑  Poolman, pp. 14-17.
19. ↑  Da Frè, p. 172.
20. 1 2  Da Frè, pp. 610-612.
21. 1 2  Poolman, pp. 149-153.
22. ↑  Da Frè, pp. 455-456.
23. 1 2  Bagnasco, p. 62.
24. ↑  (EN) Interrogations of Japanese Officials - Vols. I & II, su history.navy.mil. URL consultato il 14 dicembre 2020.
25. ↑  Da Frè, pp. 462-465.
26. 1 2  Da Frè, pp. 466-469.
27. ↑  Bagnasco, pp. 62, 64.
28. 1 2  Poolman, pp. 97-98.
29. ↑  Millot, p. 98.
30. ↑  Bagnasco, p. 55.
31. ↑  Poolman, p. 99.
32. ↑  Poolman, pp. 99-100.
33. ↑  Millot, p. 100.
34. 1 2  Da Frè, p. 633.
35. ↑  Bagnasco, p. 52.
36. ↑  Poolman, pp. 100-101, 106.
37. ↑  Poolman, p. 101.
38. ↑  (EN) K XVIII, su dutchsubmarines.com. URL consultato il 25 novembre 2020.
39. ↑  Poolman, p. 102.
40. ↑  Poolman, p. 106.
41. ↑  Bagnasco, p. 54.
42. ↑  Millot, p. 111.
43. ↑  Poolman, pp. 106-107.
44. ↑  Poolman, pp. 108-110.
45. ↑  Bagnasco, pp. 54-55.
46. ↑  Bagnasco, pp. 57-58.
47. ↑  Poolman, p. 112.
48. ↑  Poolman, p. 114.
49. ↑  (EN) USS WAHOO SS 238, su pigboats.com. URL consultato il 29 novembre 2020 (archiviato dall'url originale il 3 marzo 2016).
50. ↑  Poolman, pp. 114-115, 119.
51. ↑  Bagnasco, p. 64.
52. ↑  Poolman, p. 116.
53. ↑  Bagnasco, p. 58.
54. ↑  Poolman, pp. 116-117.
55. 1 2 3  Bagnasco, p. 60.
56. ↑  Poolman, p. 119.
57. ↑  Poolman, p. 127.
58. ↑  Poolman, p. 120.
59. 1 2 3 4 5  (EN) Submarine Force Medal of Honor Recipients, su navalsubleague.org. URL consultato il 3 dicembre 2020.
60. ↑  Poolman, pp. 120-121, 123-124.
61. ↑  (EN) On Eternal Patrol - The Loss of USS Tang (SS-306), su oneternalpatrol.com. URL consultato il 12 dicembre 2020.
62. ↑  (EN) Mackenzie J Gregory, Top Ten US Navy Submarine Captains in WW2 By Number of Confirmed Ships Sunk, su ahoy.tk-jk.net. URL consultato il 12 dicembre 2020.
63. ↑  Poolman, pp. 122, 127-128.
64. ↑  Poolman, pp. 122-123, 127-128.
65. ↑  Millot, p. 651.
66. ↑  Gilbert, p. 827.
67. ↑  Millot, pp. 619-620.
68. ↑  Poolman, p. 122.
69. ↑  Millot, pp. 651, 667-676.
70. ↑  Poolman, pp. 124-127.
71. ↑  Millot, pp. 820-821.
72. 1 2  Millot, pp. 821-823.
73. ↑  Bagnasco, p. 56.
74. ↑  Millot, pp. 448-449.
75. 1 2 3  Bagnasco, pp. 65-66.
76. ↑  Poolman, p. 141.
77. ↑  Millot, p. 955.
78. ↑  (EN) HMS Truant (N 68), su uboat.net. URL consultato il 5 dicembre 2020.
79. ↑  (EN) Graham Watson, Organisation of the Royal Navy 1939-1945, su naval-history.net. URL consultato il 5 dicembre 2020.
80. ↑  Poolman, pp. 129-132.
81. ↑  Bagnasco II, p. 40.
82. ↑  Millot, pp. 953-954.
83. ↑  Poolman, pp. 133-134.
84. ↑  Poolman, pp. 134-135.
85. ↑  Poolman, pp. 139-141.
86. 1 2 3  Liddell Hart, p. 951.
87. 1 2 3  Willmott et al., p. 254.
88. ↑  Bagnasco, p. 65.
89. ↑  Bagnasco, p. 57.
90. ↑  Bagnasco, p. 59.
91. ↑  Liddell Hart, p. 952.
92. ↑  Millot, pp. 954-955.
93. 1 2 3  Willmott et al., p. 288.
94. ↑  Willmott et al., p. 255.
95. ↑  Bagnasco, p. 63.